# Список річок України

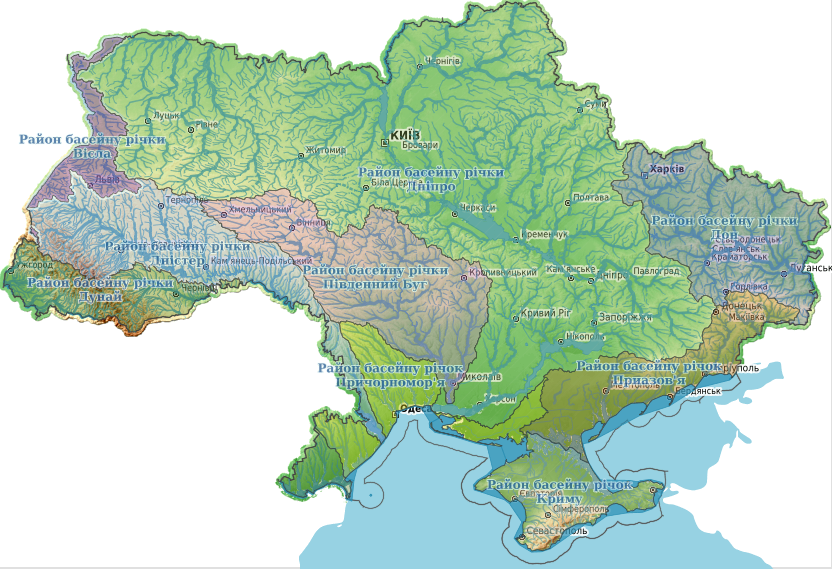
Річкова мережа і межі головних річкових басейнів України

Украї́нські річки́ — це здебільшого довгі водні артерії, що течуть переважно з півночі на південь до Чорного й Азовського морів. Річки північно-західної України течуть з півдня на північний захід і північ до Вісли і Прип'яті. До басейну Чорного й Азовського морів належить понад 90 % української території, що її розділяють річки: Дунай з Тисою і Прутом, Дністер, Південний Буг, Дніпро з Прип'яттю і Десною, Дон з Дінцем. До стоку Балтійського моря належать річки басейну Вісли: Вепш, Сян і Західний Буг.
Головний вододіл між Чорним і Балтійським морями та між басейнами головних річок проходить переважно низовинами, за винятком Карпат, і дає змогу пов'язати річки різних басейнів системою каналів та сполучити обидва моря.
Кількість річок по всій українській етнічній території оцінюють числом у 30 000, в тому числі в Україні — 23 тис. з загальною довжиною близько 170 тис. км, з них близько 3 000 завдовжки 10 км і більше (тобто такі, що не відносяться до малих річок), 116 понад 100 км.

## А

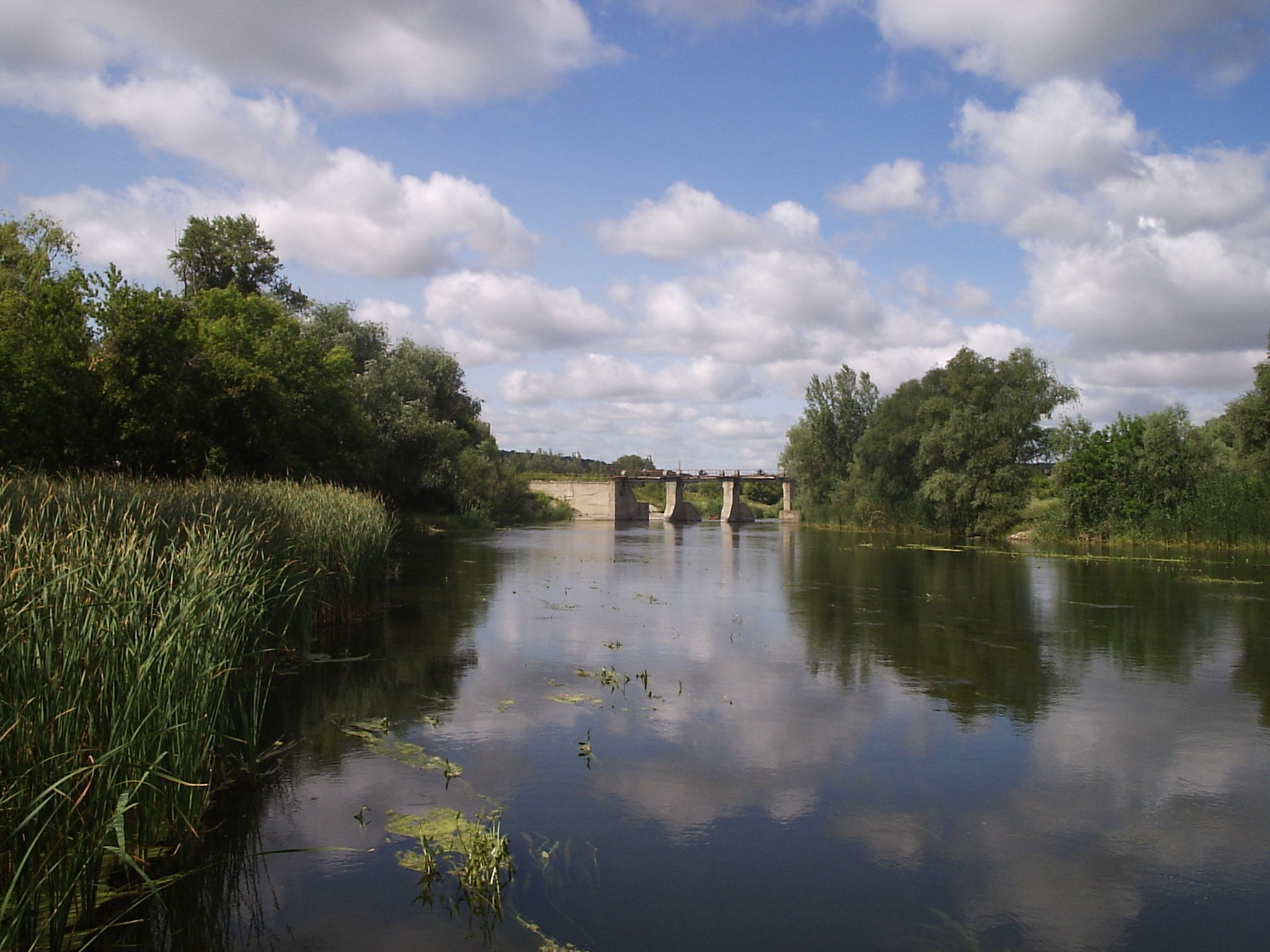
Річка Айдар у Старобільську

- Аджамка — ліва притока Інгулу
- Айдар — ліва притока Сіверського Дінця
- Акчокрак — права притока Домузли
- Аліяга — впадає до озера Китай
- Алкалія — впадає в Чорне море
- Альма — впадає в Чорне море
- Альта (Ільтиця) — права притока Трубежа
- Андріївка — права притока річки Жванчик
- Апокни (Апанли) — права притока Метрозли
- Апшиця — права притока Тиси
- Арабка — права притока Молочної
- Арбузинка — права притока Мертвоводу

Нагору

## Б
- Бабей, ліва притока Сарати

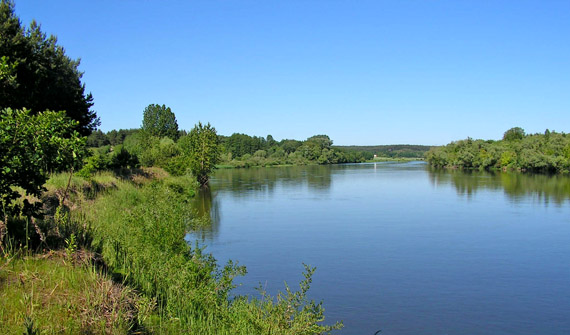
Західний Буг

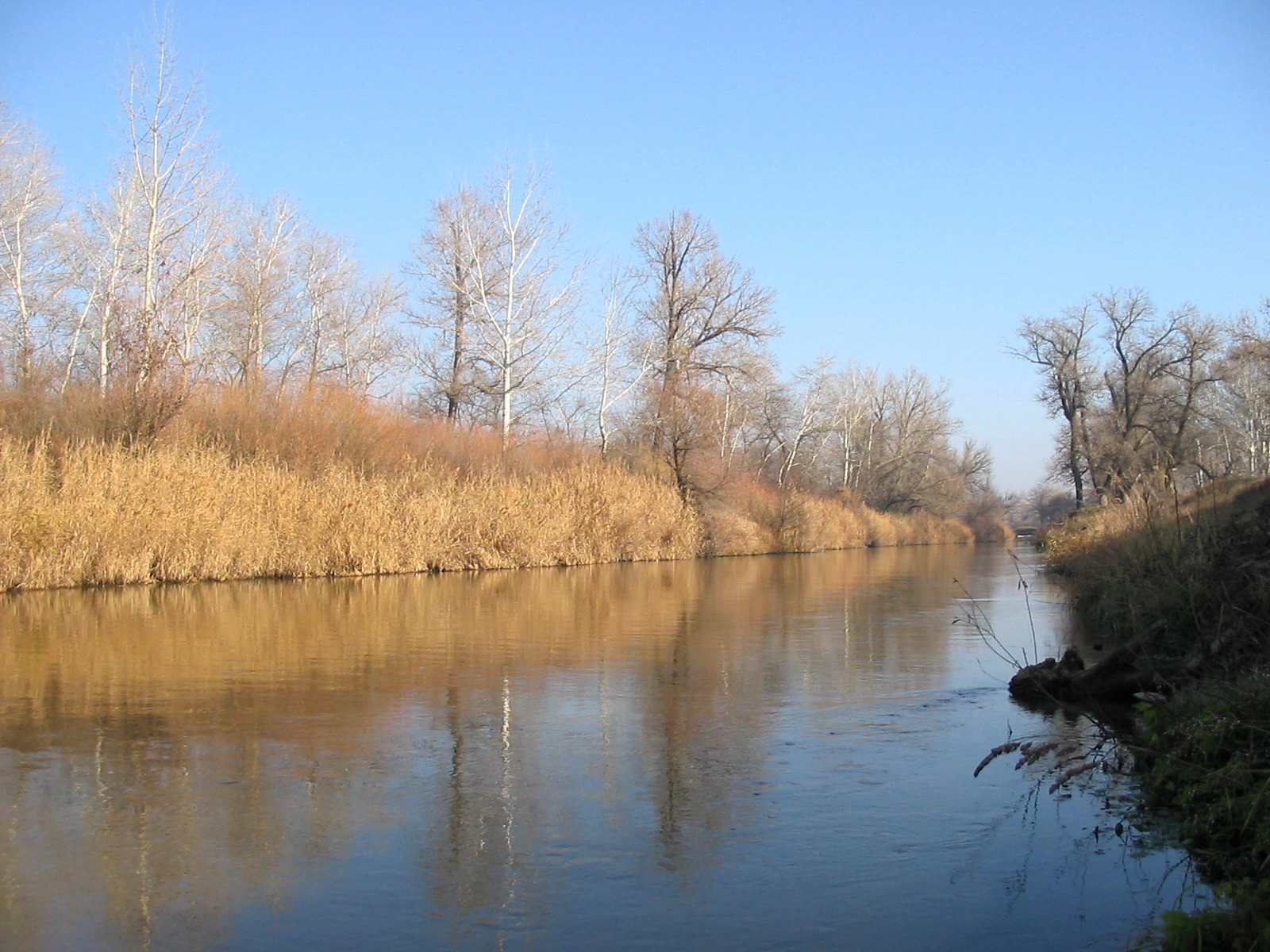
Борова восени

- Бабка, права притока Сіверського Дінця
- Багата, притока Орелі
- Багатенька, ліва притока Орелі
- Багатенька, права притока Багатої
- Базавлук, права притока Дніпра
- Байлова, права притока Помийниці
- Байчиця, ліва притока Мельниці
- Бакшала, права притока Південного Бугу
- Балай, Балайчук, впадає до Тилігульского лиману
- Балка Берестова — ліва притока Ями
- Бар, ліва притока Тисмениці
- Барабой, впадає до Чорного моря, Одеська область
- Бариш, ліва притока Дністра
- Батар, ліва притока Тиси
- Бахмутка, права притока Сіверського Дінця
- Безіменна, впадає до Азовського моря
- Белелуя, Белелуйка, ліва притока Пруту
- Бельбек впадає до Чорного моря, Крим
- Берда впадає до Азовського моря
- Бережанка, ліва притока Горині
- Бережниця, права притока Дністра
- Березань, Березанка впадає до Березанського лиману Чорного моря
- Березівка, ліва притока Дніпра
- Березівка, ліва притока Інгулу
- Березівка, ліва притока Мерли
- Березівка, права притока Пруту
- Березівка, ліва притока Хоролу
- Берека, права притока Сіверського Дінця
- Берестова — права притока Берди
- Берестова — права притока Кальміусу
- Берестова — права притока Кам'янки
- Берестова — права притока Орелі
- Берестовенька — права притока Берестової
- Берладинка, ліва притока Дохни
- Бешка
- Бештерек, ліва притока Зуї
- Бибелька, ліва притока Гнилої Липи
- Бик, ліва притока Самари
- Бистрик, права притока Оріховатки
- Бистриця, права притока Дністра
- Бистриця Надвірнянська, разом із Бистрицею Солотвинською утворює Бистрицю
- Бистриця Солотвинська, разом із Бистрицею Надвірнянською утворює Бистрицю
- Бистриця Тисменицька, права притока Дністра
- Бичиха, ліва притока Свиги
- Бичок, права притока Сухого Торця
- Бишкінь, права притока Деркулу
- Бишкінь, права притока Сули
- Біж, права притока Терна
- Біла, Біленька — ліва притока Айдару
- Біла — права притока Айдару
- Біла, Біла Лугань, права притока Лугані
- Біла, права притока Рати
- Біла Тиса, ліва притока Чорної Тиси
- Білий Черемош, притока Черемошу
- Білка, права притока Жирака
- Білка
- Білка, права притока Полтви
- Білосток, права притока Західного Бугу
- Білоус, права притока Десни
- Більчинка, ліва притока Горині
- Біянка, ліва притока Інгулу
- Біюк-Карасу (Велика Карасівка), притока Салгіру
- Бобер, права притока Случі
- Бобер, права притока Ужа
- Бовванець, ліва притока річки Збруч
- Богодушна, права притока Громоклії
- Боковенька, права притока Бокової
- Болозівка, ліва притока Стивігору
- Болотна, ліва притока Тетерева
- Болотня, ліва притока Рати
- Болохівка, права притока Сивки
- Боржава, права притока Тиси
- Борзенка, притока Борзни
- Борзна, ліва притока Дочі
- Борова (Боровенька), ліва притока Мжи
- Борова, ліва притока Сіверського Дінця
- Боровик, права притока Борової
- Боярка, ліва притока Гнилого Тікичу
- Боярка, права притока Чумгака
- Братениця, ліва притока Ворскли
- Бреч, ліва притока Снову
- Бритавка, ліва притока М. Савранки
- Бритай, права притока Береки
- Броварка
- Буг, Західний Буг, ліва притока Нарева
- Бугайчиха, права притока Сули
- Бужок, ліва притока Південного Бугу
- Бузовка, права притока Бучі
- Булавинка
- Булганак-Західний
- Булганак-Східний
- Буртиччя, ліва притока Кільтиччі
- Бурульча, права притока річки Салгіру
- Бухта, права притока Вігору
- Буча, ліва притока Ірпеня

Нагору

## В
- Васюківка — ліва притока Бахмутки
- Велика Вись, ліва притока Синюхи

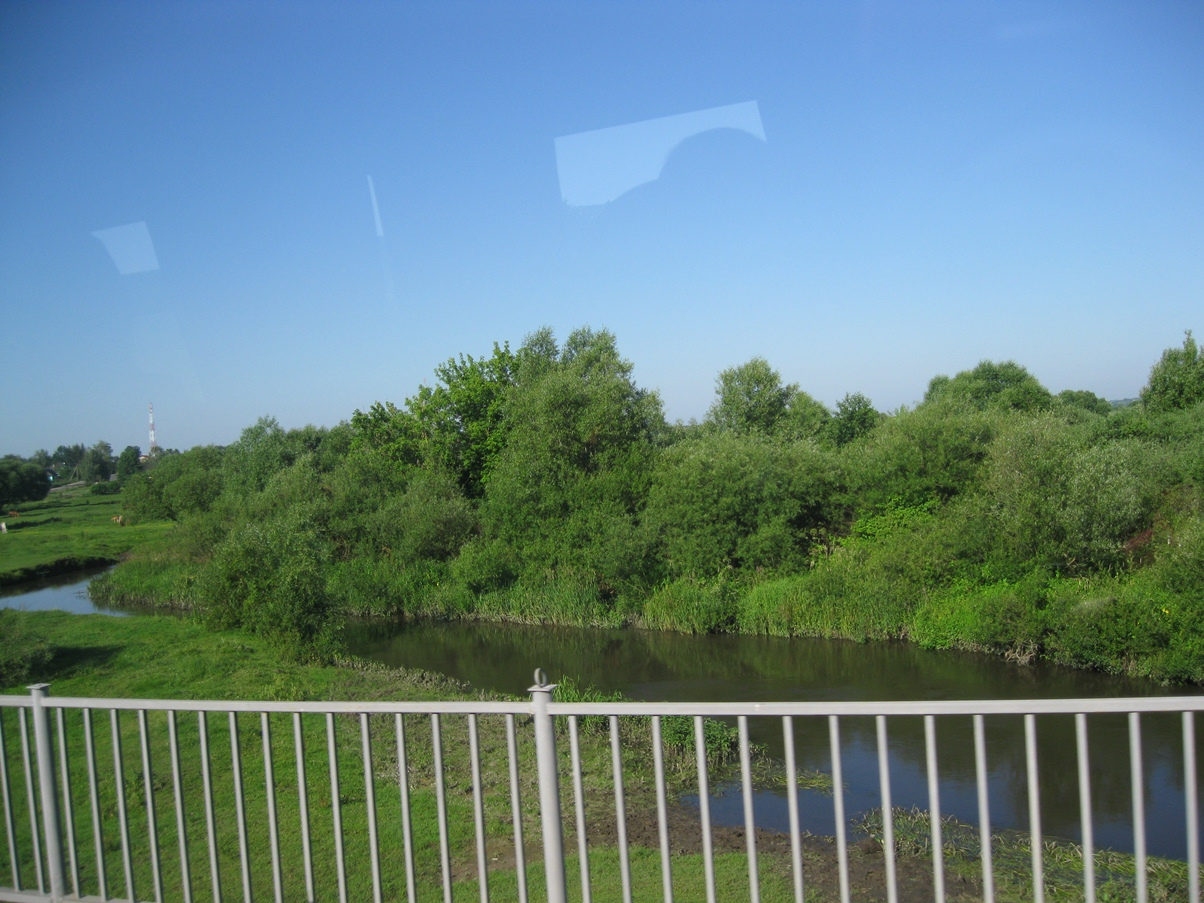
Вілія, притока Горині

- Велика Калга, впадає до Чорного моря
- Велика Кам'янка, права притока Сіверського Дінця
- Велика Карасівка, Біюк-Карасу, права притока Салгіру
- Велика Корабельна, права притока Корабельної
- Велика Ступка — ліва притока Бахмутки
- Велика Тернівка, права притока Самари
- Велика Уголька, ліва притока Тереблі
- Великий Аджалик, впадає до Дофіновського лиману
- Великий Бурлук, ліва притока Сіверського Дінця
- Великий Катлабух, впадає до озера Катлабух
- Великий Куяльник, впадає в Куяльницький лиман
- Великий Утлюк, впадає до Утлюцького лиману
- Великі Сірогози, впадає до Агайманського поду
- Вербова, ліва притока Висуні
- Вересня, права притока Ужа
- Вересоч, ліва притока Десни
- Верещиця, ліва притока Дністра
- Верхня Терса, ліва притока Вовчої
- Веселуха, права притока Прип'яті
- В'єла (Вила) — права притока Старої
- Вижівка — права притока Чепелихи
- Вир — ліва притока Сейму
- Вир — ліва притока річки Сож
- Вирва — права притока Вігору
- Вирка — ліва притока Горині
- Вирка — ліва притока Серні
- Висунь, Вулсунь, Ісун — права притока річки Інгулець
- Витвиця, (Лужанка) — ліва притока Свічі
- Вишневецька — ліва притока Юськіної
- Вишня — права притока Сяну
- Вігор, Віагор (В'яр), права притока Сяну
- Візня — права притока Ірші
- Вілія — річка в Україні, притока Горині
- Вілія — річка в Україні і Молдові
- Вільхівка — права притока Лугані
- Вільхова Говтва — ліва притока Говтви
- Вільховець (Вільхівець, Ольховець) — ліва притока Стрипи
- Вільшанка — притока Десни, басейн Південного Бугу
- Вільшанка (Вільшана) — права притока Дніпра
- Вільшанка — ліва притока Марківки
- Вільшанка — ліва притока Псла
- Віта — права притока Дніпра
- Віча, (Вича) — ліва притока Латориці
- Вовк — права притока Південного Бугу
- Вовня — права притока Дністра
- Вовча — ліва притока Сіверського Дінця
- Вовча — ліва притока річки Самари
- Вовча — права притока Кобелячка
- Вовчок — права притока річки Вовк
- Вовчок — ліва притока річки Ушиці
- Водяна — ліва притока Бика
- Водяна — ліва притока Самари
- Ворона — права притока Бистриці Надвірнянської
- Ворона — ліва притока Вовчої
- Ворона — права притока Дніпра
- Ворона — права притока Ворскли
- Воронка — ліва притока Південного Бугу
- Воронка — права притока Турії
- Ворскла — ліва притока Дніпра
- Ворсклиця — права притока Ворскли
- Восушка (Везучка) — ліва притока Стрипи
- В'язівок — права притока Сули
- В'язовий — права притока Самари

Нагору

## Г

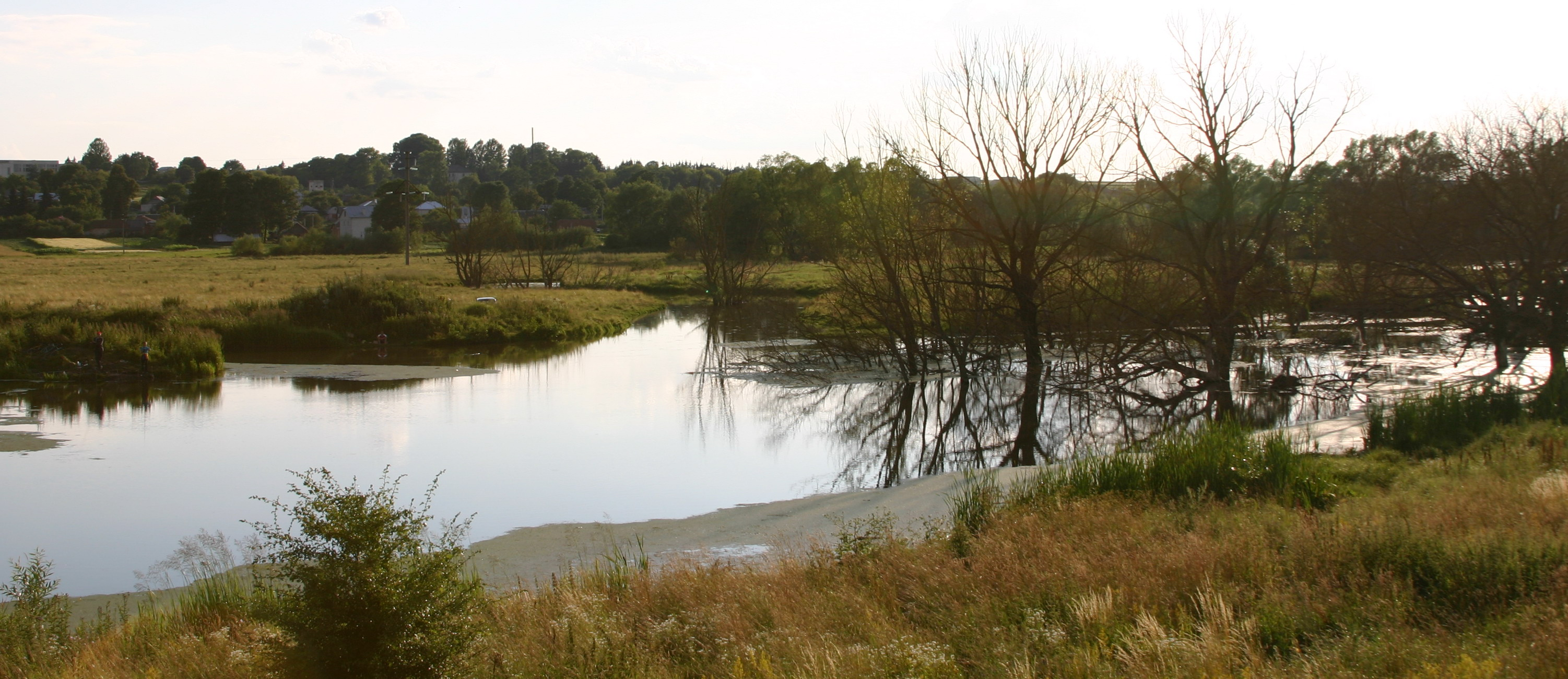
Гирло Гніздечної біля Великих Бірок

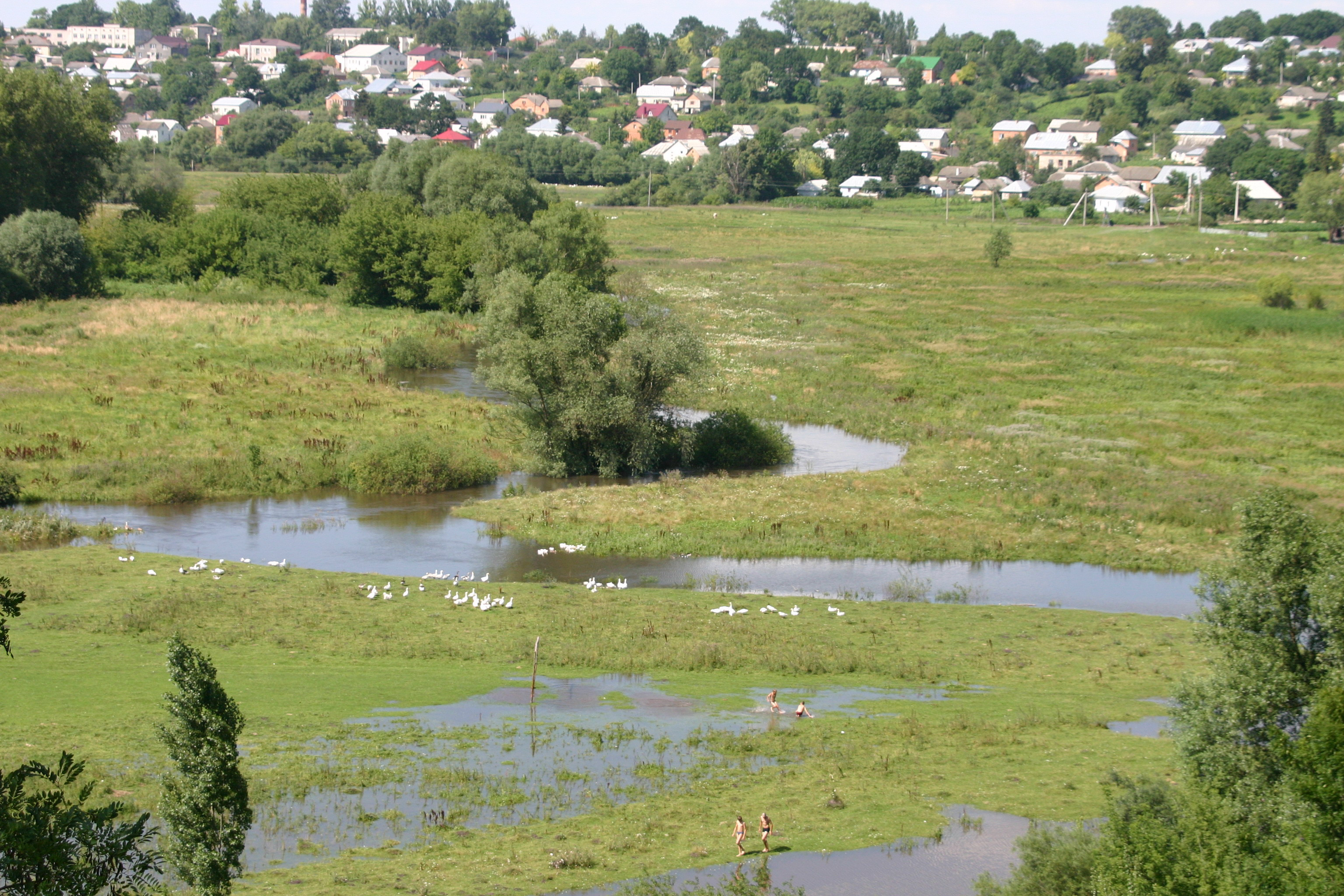
Гнізна в смт Великі Бірки

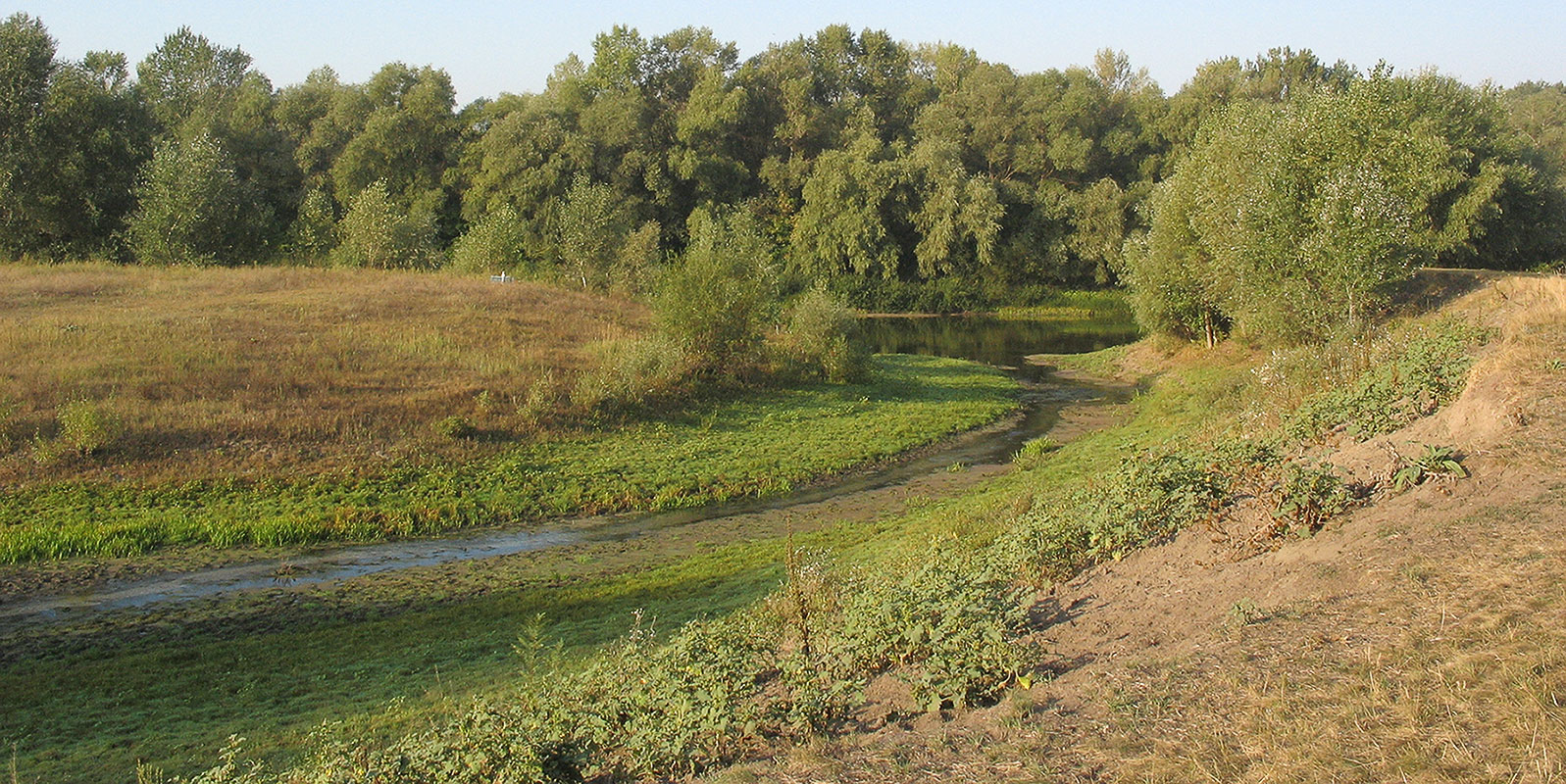
Гирло Говтви

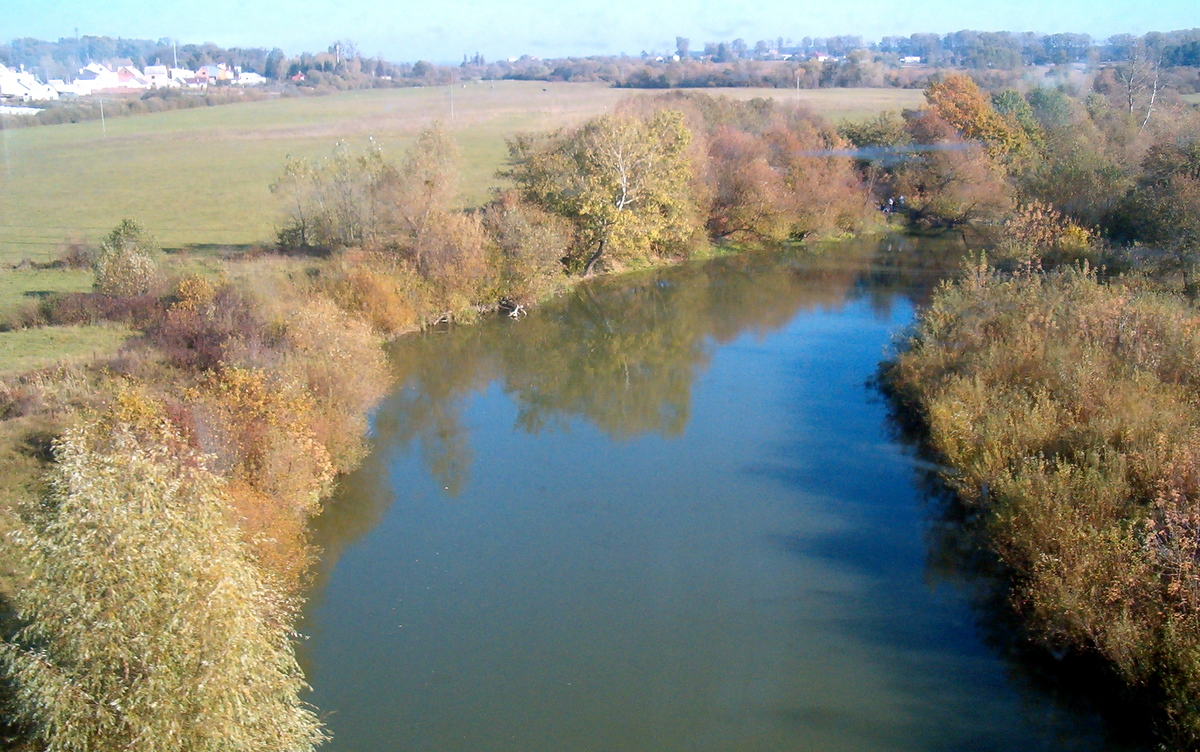
Горинь поблизу с. Олександрії

- Гайчур, Гайчул, ліва притока Вовчої
- Гедзилів Яр, ліва притока Кодими
- Гірка, ліва притока Грузького Яланчика
- Гірський Тікич разом з Гнилим Тікичем дає початок Тікичу (права притока)
- Глибочок — ліва притока річки Ушиця
- Глибочок — ліва притока річки Хомора
- Глуха — права притока Міусу
- Гнила — ліва притока Грабарки
- Гнила, права притока Збруча
- Гнила Липа — ліва притока Дністра
- Гнила Липа, притока Стира
- Гнила Оржиця, ліва притока Оржиці
- Гнилий Ріг — права притока Вілії
- Гнилий Ташлик, ліва притока річки Тясмин
- Гнилий Тікич разом з Гірським Тікичем дає початок Тікичу (ліва притока)
- Гнилий Яланець, Гнилий Єланець, ліва притока Південного Бугу
- Гнилиця, ліва притока Сіверського Дінця
- Гниловодка — права притока річки Тернава
- Гнилокіш - ліва притока Дніпра
- Гнилоп'ятка, ліва притока Гнилоп'яті
- Гнилоп'ять, права притока Тетерева
- Гнилуша, ліва притока Самари
- Гніздечна, права притока Гнізної
- Гнізна (Гнила Гнізна), ліва притока Серета
- Говтва, ліва притока Псла
- Горинка, ліва притока Горині
- Горинь, права притока Прип'яті
- Горілий Пень — ліва притока Мокрої Плотви
- Горіхова, ліва притока Росі
- Горожанка, ліва притока Дністра
- Горохуватка, права притока Росі
- Грабарка — ліва притока Збруча
- Грезля, ліва притока Ужа
- Грем'ячка — ліва притока річки Ушиця
- Гришина (Гришинка), ліва притока річки Бика
- Громоклія, права притока Інгула
- Грузька, ліва притока Кальміусу
- Грузька, ліва притока Чорного Ташлику
- Грузька, права притока Інгулу
- Грузький Яланчик, Грузький Єланчик, впадає до Азовського моря
- Грунь, права притока Псла
- Грунь, ліва притока Грунь-Ташані
- Грунь-Ташань, ліва притока Псла
- Грунь-Черкес, ліва притока Грунь-Ташані
- Грушівка, права притока Мокрої Сури
- Губиниха, ліва притока Кільчені
- Гуйва, права притока Тетерева
- Гуска — притока Білки
- Гуска — ліва притока Цвітохи
- Гутиська — ліва притока річки Усті

Нагору

## Д
- Джарджава

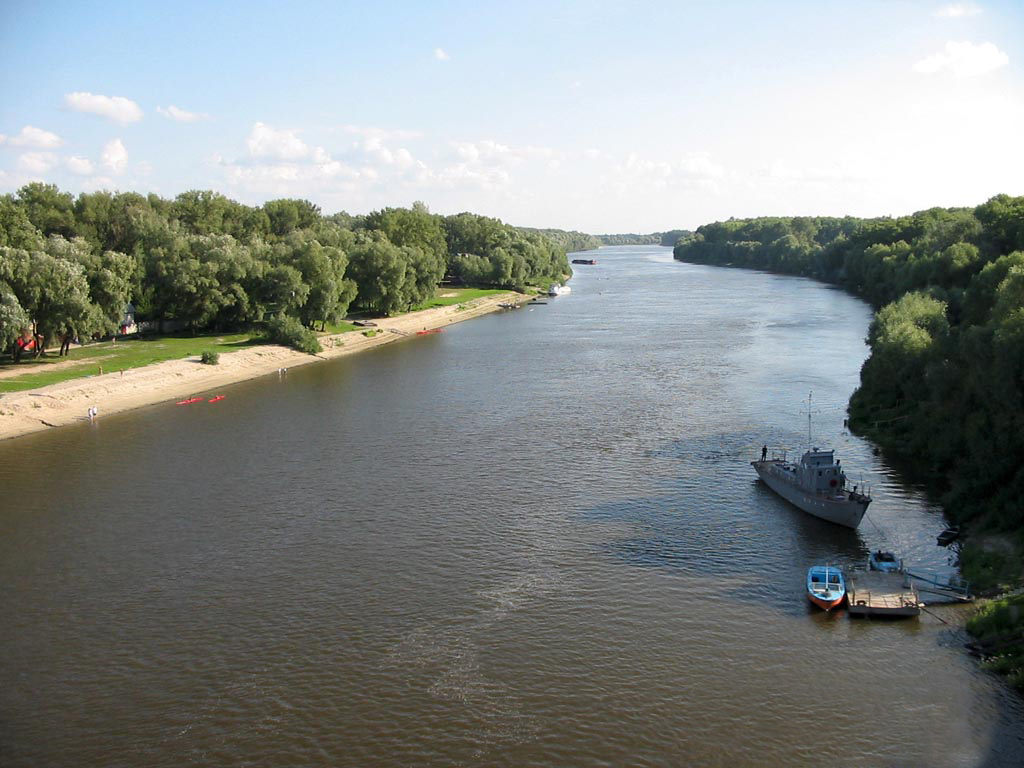
Десна в Чернігові

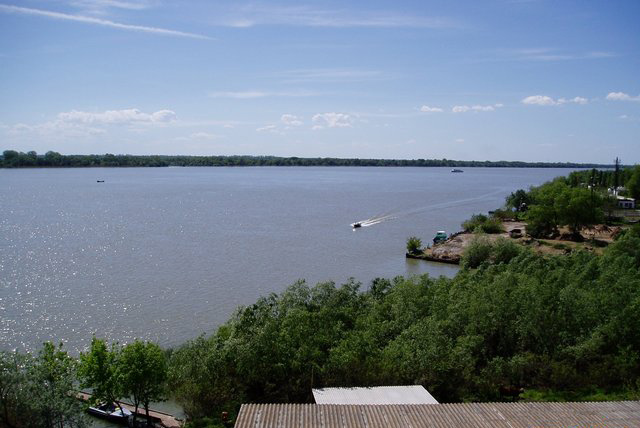
Краєвид Дунаю в дельті біля Вилкового

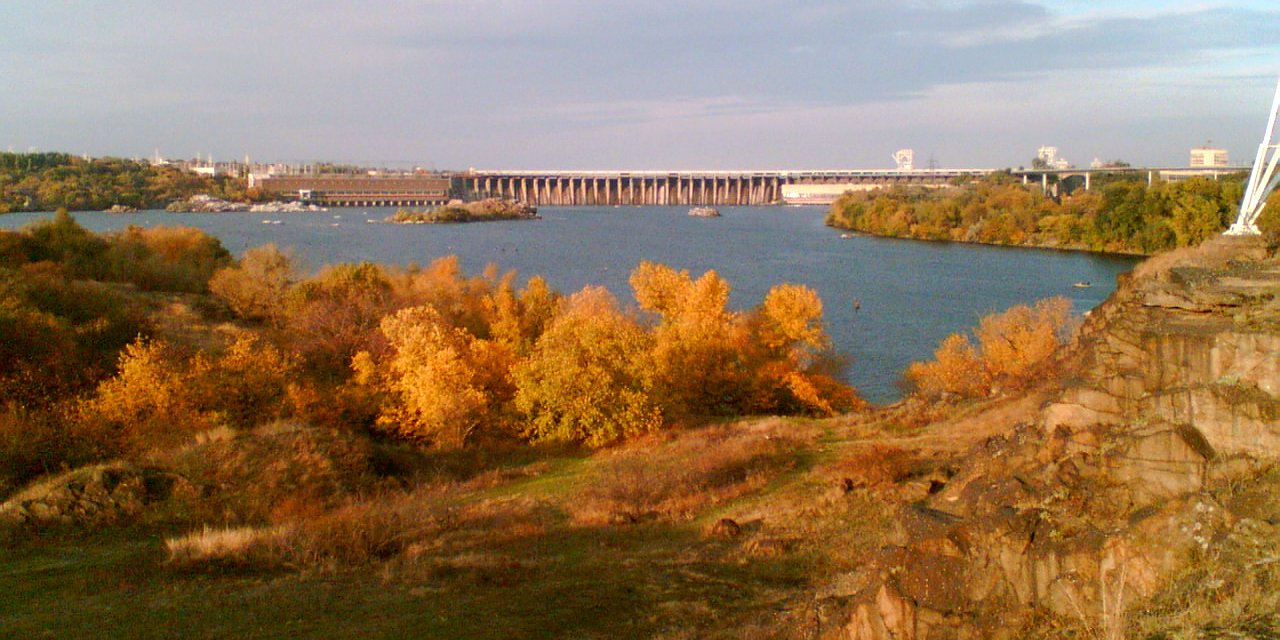
Вид на Дніпровську ГЕС з острову Хортиця

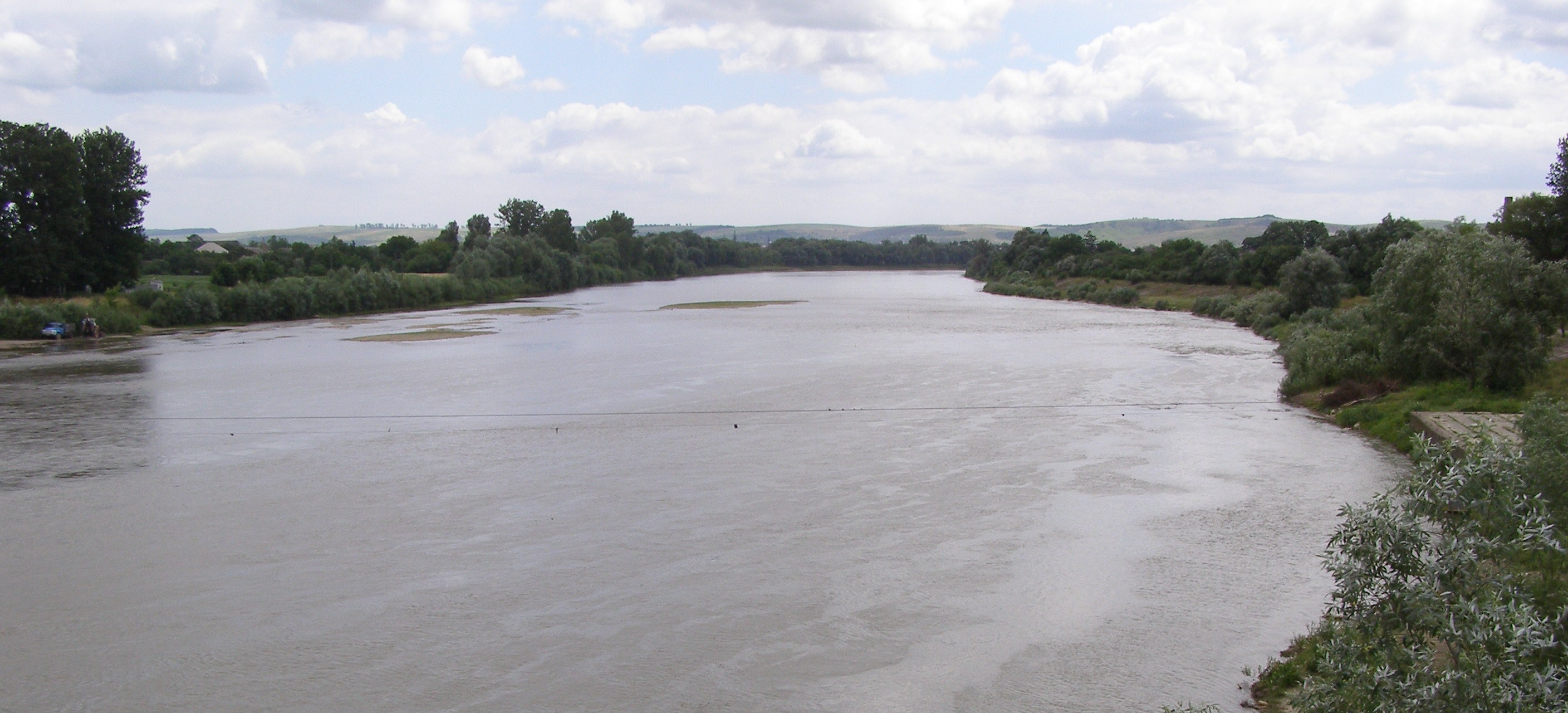
Дністер поблизу міста Галич

- Дереглуй, Дерелуй, права притока Прута
- Дерикой
- Деркул, ліва притока Сіверського Дінця
- Дерло, ліва притока Дністра
- Десна, ліва притока Дніпра
- Десна, ліва притока Південного Бугу
- Джалар, Джалаїр, ліва притока Сарати
- Джекельня, впадає до Молочного лиману Азовського моря
- Джурин, ліва притока Дністра
- Дніпро (Борисфен, Славутич) — головна річка України
- Дніпро- Донбас, канал
- Дніпро - Кривий Ріг, канал
- Дністер (Тірас, Дністро), басейн Чорного моря
- Добриводка
- Довжик, права притока Великої Кам'янки
- Домоткань, права притока Дніпра
- Домузла, впадає до Азовського моря
- Дохна, права притока Південного Бугу
- Доч, ліва притока Десни
- Дуванка, права притока Красної
- Думка, ліва притока Рову
- Думниця, Думний потік
- Дунай (Істр), басейн Чорного моря
- Дунай

Нагору

## Е
- Есмань, ліва притока Десни
- Есмань, права притока Клевені

## Є
- Євсуг (Євсюг), ліва притока Сіверського Дінця
- Єника, впадає до озера Катлабух
- Єрик, ліва притока Борової

Нагору

## Ж
- Жаб'яче Око, притока Оржиці.
- Жариха, ліва притока Корчику
- Жван, ліва притока Дністра
- Жванчик, ліва притока Дністра
- Жванчик, права притока Ушиці
- Жденівка, права притока Латориці
- Желдець, права притока Рати
- Жердя
- Жердь, права притока Десни

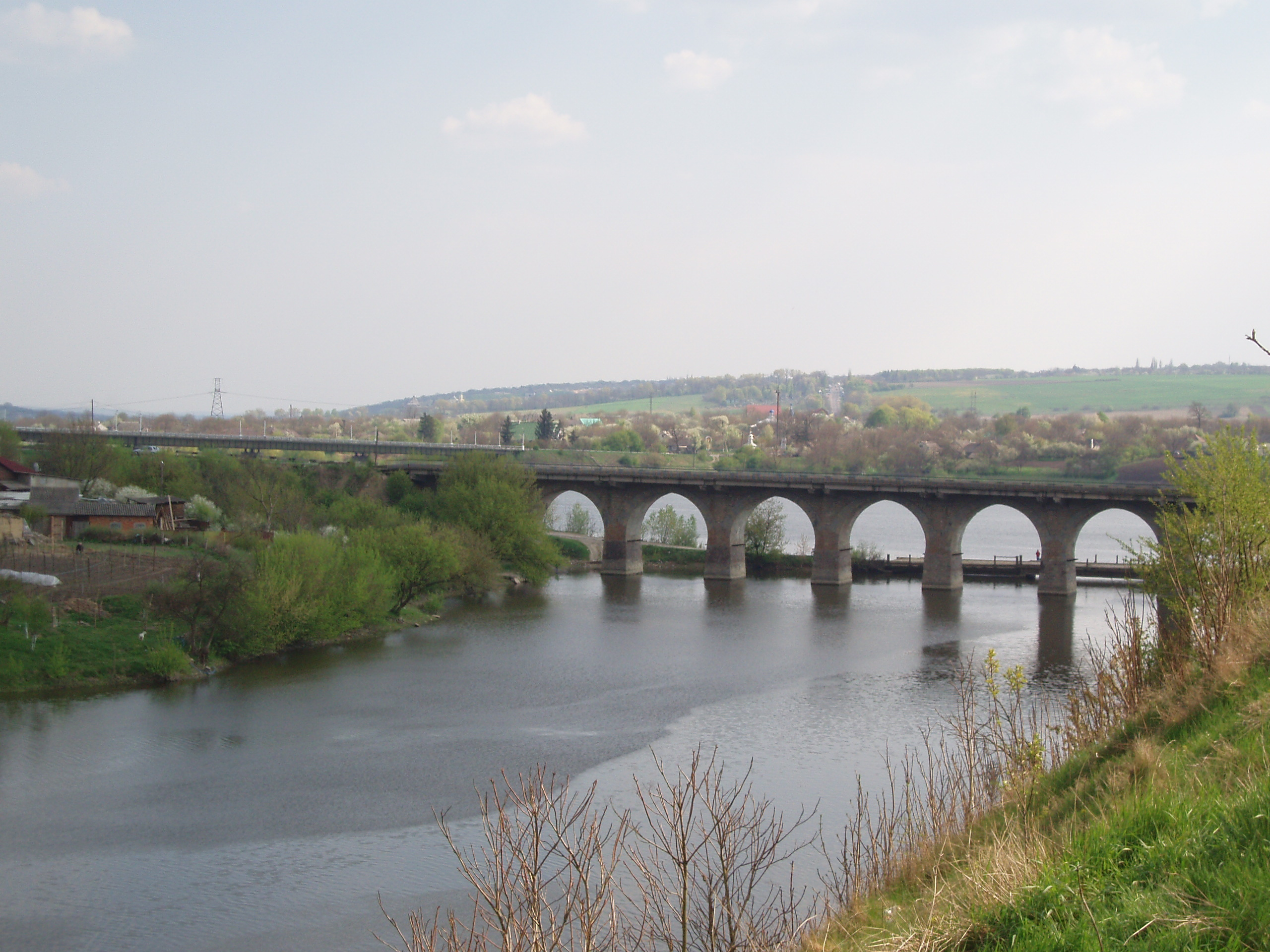
Міст через Жванчик у Жванці.

- Жеребець, ліва притока Сіверського Дінця
- Жеребець, права притока Кінської
- Жерів
- Жижава, права притока Стрия
- Жирак, права притока Горині
- Жовта, ліва притока Інгульця
- Жовтенька, права притока Кам'янки
- Жонка
- Жолонь, права притока Прип'яті
- Журавка, права притока Тилігулу

Нагору

## З
- Завадка, права притока Стрия

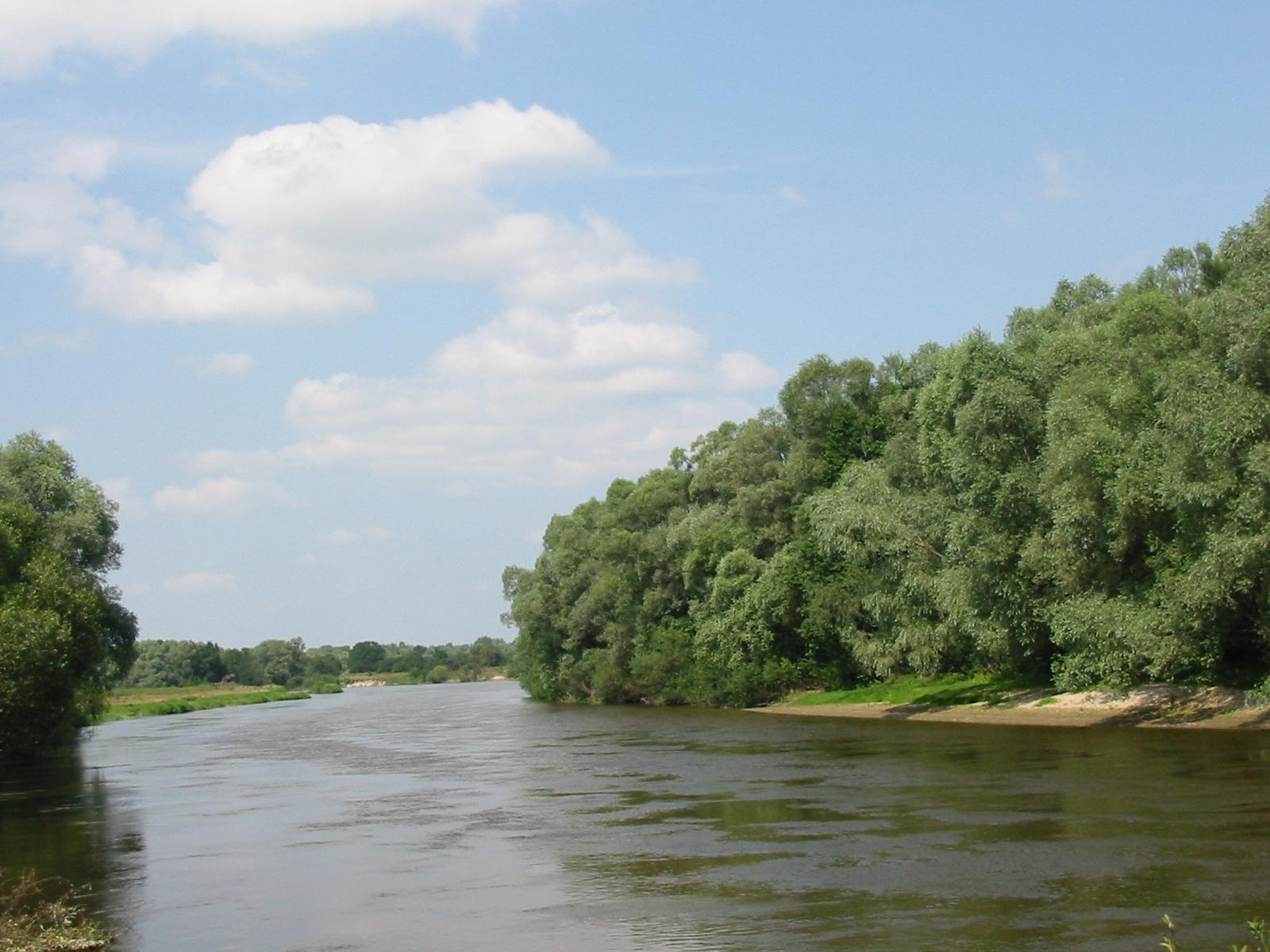
Західний Буг біля Влодави.

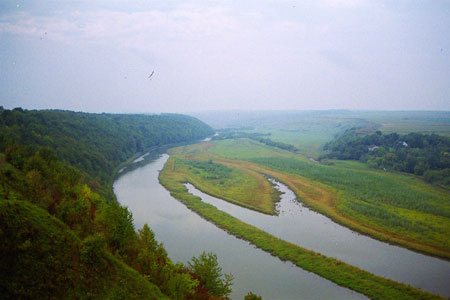
Збруч біля Окопів.

- Замишівка, права притока Тартацької
- Замчисько, права притока Горинь
- Західний Буг, ліва притока Нарева
- Збруч, ліва притока Дністра
- Звіздаль, права притока Ужа
- Згар, права притока Південного Бугу
- Згарок, ліва притока Згар
- Здвиж, права притока Тетерева
- Зелениця
- Зінчиця, ліва притока Південного Бугу
- Знобівка, ліва притока Десни
- Золота Липа, ліва притока Дністра
- Золотоношка, ліва притока Дніпра
- Золочівка (Белзець), ліва притока Західного Бугу
- Зубра, ліва притока Дністра
- Зубра, права притока Росі
- Зубринка
- Зубря
- Зульня, права притока Горині
- Зуя, права притока Салгіру

Нагору

## І
- Івотка, ліва притока Десни
- Ів'янка, права притока Тетерева
- Ізюмець — декілька річок
- Іква, права притока Стиру

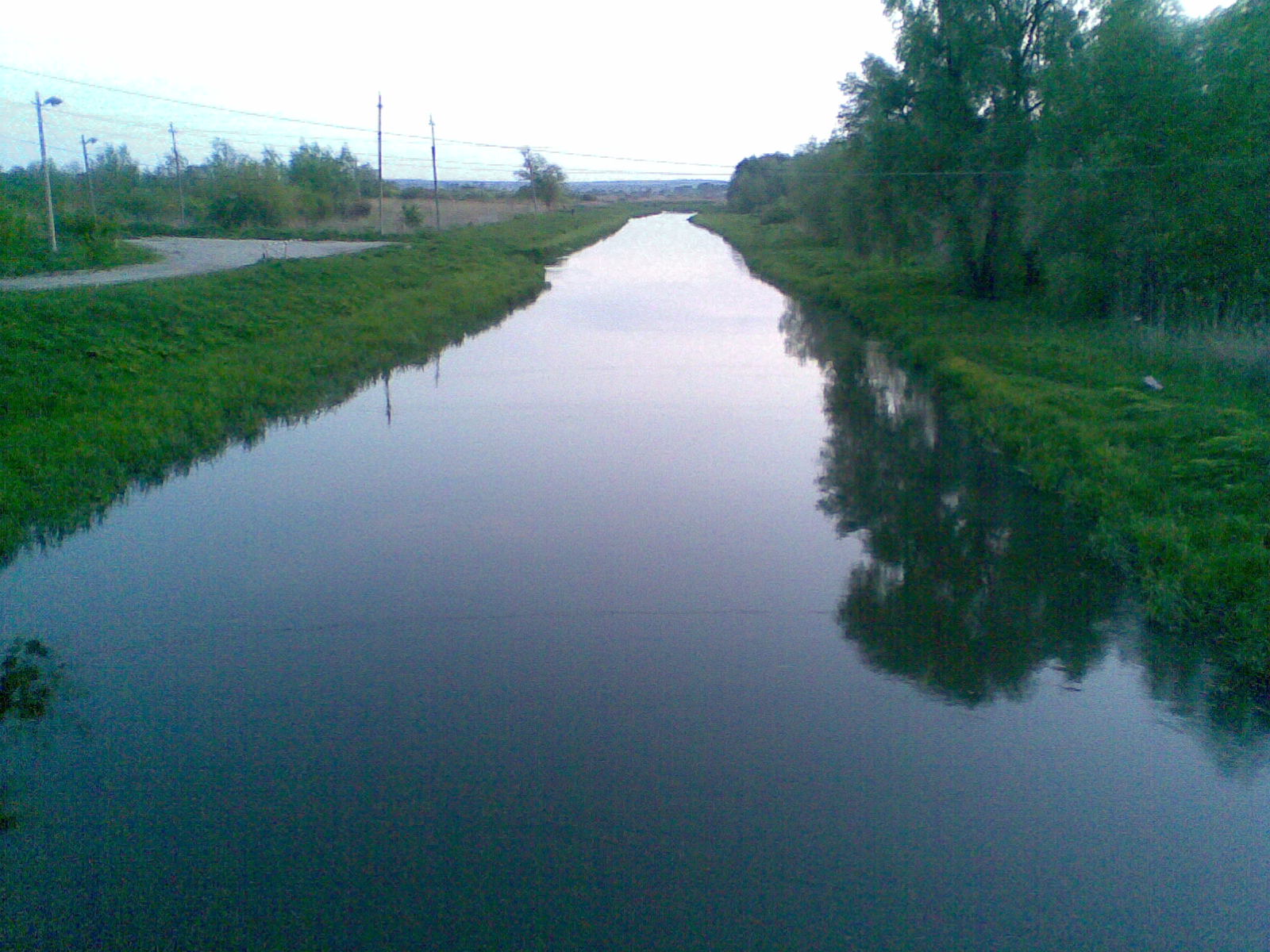
Іква

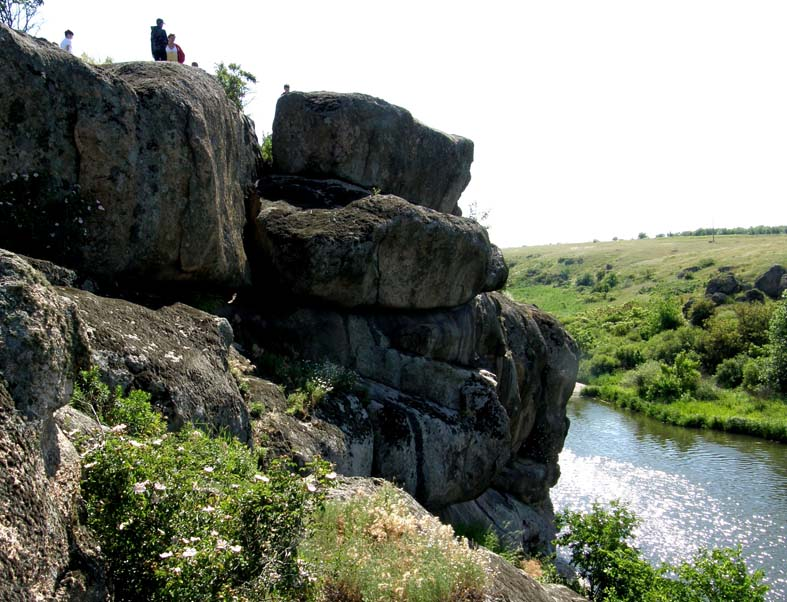
Скелі над Інгулом

- Іква, ліва притока Південного Бугу
- Ікопоть, ліва притока Случі
- Ілля, ліва притока Грезлі
- Ілля, ліва притока Ужа
- Ілта (Ільтиця), права притока Трубежу
- Інгул, ліва притока Південного Бугу
- Інгулець, права притока Дніпра
- Ірванець, ліва притока Ревни
- Ірклій, ліва притока Дніпра
- Ірклій, права притока Тясмину
- Ірпінь, права притока Дніпра
- Ірша, ліва притока річки Тетерева
- Іршава, права притока Боржави
- Іченька, ліва притока Удаю

Нагору

## К
- Кагамлик — ліва притока Дніпра
- Кагарлик
- Казенний Торець
- Калюс
- Кальміус
- Кальчик — права притока Кальміусу
- Кам'янка (притока Айдару)
- Кам'янка (притока Базавлуку)
- Кам'янка — права притока Бахмутки
- Кам'янка (притока Вовчої)
- Кам'янка (притока Гайчуру)
- Кам'янка (притока Західного Бугу)
- Кам'янка (притока Інгулу)
- Кам'янка (притока Кривого Торця)
- Кам'янка (притока Опору)
- Кам'янка (притока Росі)
- Кам'янка (притока Собу)
- Кам'янка (притока Тетерева)
- Кам'янка (притока Ужа)
- Кам'янка (притока ?)
- Караєць
- Карань
- Каратиш
- Каратюк
- Карачокрак ліва притока Дніпра
- Карнаухівка
- Каховський канал
- Кача — річка в Криму
- Кашлагач
- Киргиж
- Киргиж-Китай
- Кільтиччя
- Кільчень
- Кінська (Кінка, Конка)
- Кіпчак (Копчак)
- Клебань-Бик
- Клевень
- Кобелячка (Кобелячок) - права притока Ворскли
- Коврай
- Ковраєць
- Ковсуг
- Когильник (Кундук)
- Кодима
- Коломак
- Комишна
- Комишувата
- Комишувата Сура
- Комишуваха — права притока Лугані
- Конопелька — права притока Стиру
- Коритна — права притока Русави
- Кормин
- Коропець
- Коропець
- Коротсянка
- Корсак
- Корсунка
- Корчик — ліва притока Случі
- Косівська
- Котельва — ліва притока Ворскли
- Кочур — ліва притока Ірпеня
- Кошача
- Крайня Балаклійка
- Красилівка
- Красна (Притока Сіверського Дінця)
- Красна (Притока Дніпра)
- Краснянка
- Крехівка
- Кривий Торець
- Кривуля (Давидівка)
- Кринка
- Кріпенька
- Кріпка
- Кропивна
- Кропивник
- Крюків (Крюкова)
- Кульна
- Куриця
- Куркулак
- Курушан
- Кучук-Карасу (Мала Карасівка)
- Кучурган

Нагору

## Л
- Ланна (річка)
- Латориця
- Липа
- Липець
- Липецька
- Лип'янка
- Лип'янка (Мокра Лип'янка)
- Лізна
- Лімниця (Ломниця)
- Лісна
- Літнянка
- Лозова (притока Бритаю)
- Лозова (притока Груні)
- Лозова (притока Лугані)
- Лозова (притока Мурафи)
- Лозовенька (ліва притока річки Лопань)
- Лозуватка
- Локня (притока Клевені)
- Локня (притока Клевені, Кролевецький район)
- Локня (притока Виру)
- Лопань
- Лохвиця
- Луга
- Луганчик
- Лугань (Луганка)
- Лука-Свинорийка
- Лужанка (Витвиця)
- Лужанка
- Луква
- Луквиця
- Люта
- Лютенька
- Лючка
- Лядова
- Льва (Моства)

Нагору

## М
- Макшиболото
- Мала Вись
- Мала Карасівка
- Мала Корабельна
- Мала Савранка, права притока Саврані
- Мала Тернівка, права притока Самари
- Мала Терса
- Мала Шопурка
- Малий Аджалик
- Малий Кальчик
- Малий Катлабух
- Малий Куяльник
- Малий Салгир
- Малий Сірет
- Малий Утлюк
- Марківка
- Маячка
- Меланка
- Мельниця
- Мена
- Мертвовод
- Мерчик
- Мезунка
- Мислин
- Михайлівка
- Мілова
- Міус
- Млинок
- Многа
- Мож (Мжа)
- Мокра Волноваха
- Мокра Заплавка (Заплавка)
- Мокра Лип'янка
- Мокра Московка
- Мокра Плотва — права притока Бахмутки
- Мокра Сура
- Мокрий Кагарлик
- Мокрий Ізюмець, ліва притока Сіверського Дінця
- Мокрий Ташлик (Сирий Ташлик)
- Мокрий Яланчик
- Мокрі Яли
- Мокрянка
- Молокиш
- Молочна
- Молочна (Токмак)
- Мощанка
- Мужева Долина
- Мукша
- Мурафа
- Муром
- Мупрашка

Нагору

## Н
- Нагольна, ліва притока Міуса
- Нагольчик, права притока річки Нагольної
- Нараївка
- Недра, ліва притока Трубіжа
- Немия, Немія, ліва притока Дністра
- Неретва, права притока Західного Буга
- Нерушай, ліва притока Дунаю
- Нетриус, ліва притока Сіверського Дінця
- Нивка
- Нижнє Провалля
- Нижня Дворічна, права притока Осколу
- Нижня Терса, ліва притока Малої Терси
- Нічлава, ліва притока Дністра
- Нічлавка, права притока Нічлави
- Норинь, ліва притока Ужа

Нагору

## О
- Обеста, ліва притока Клевені

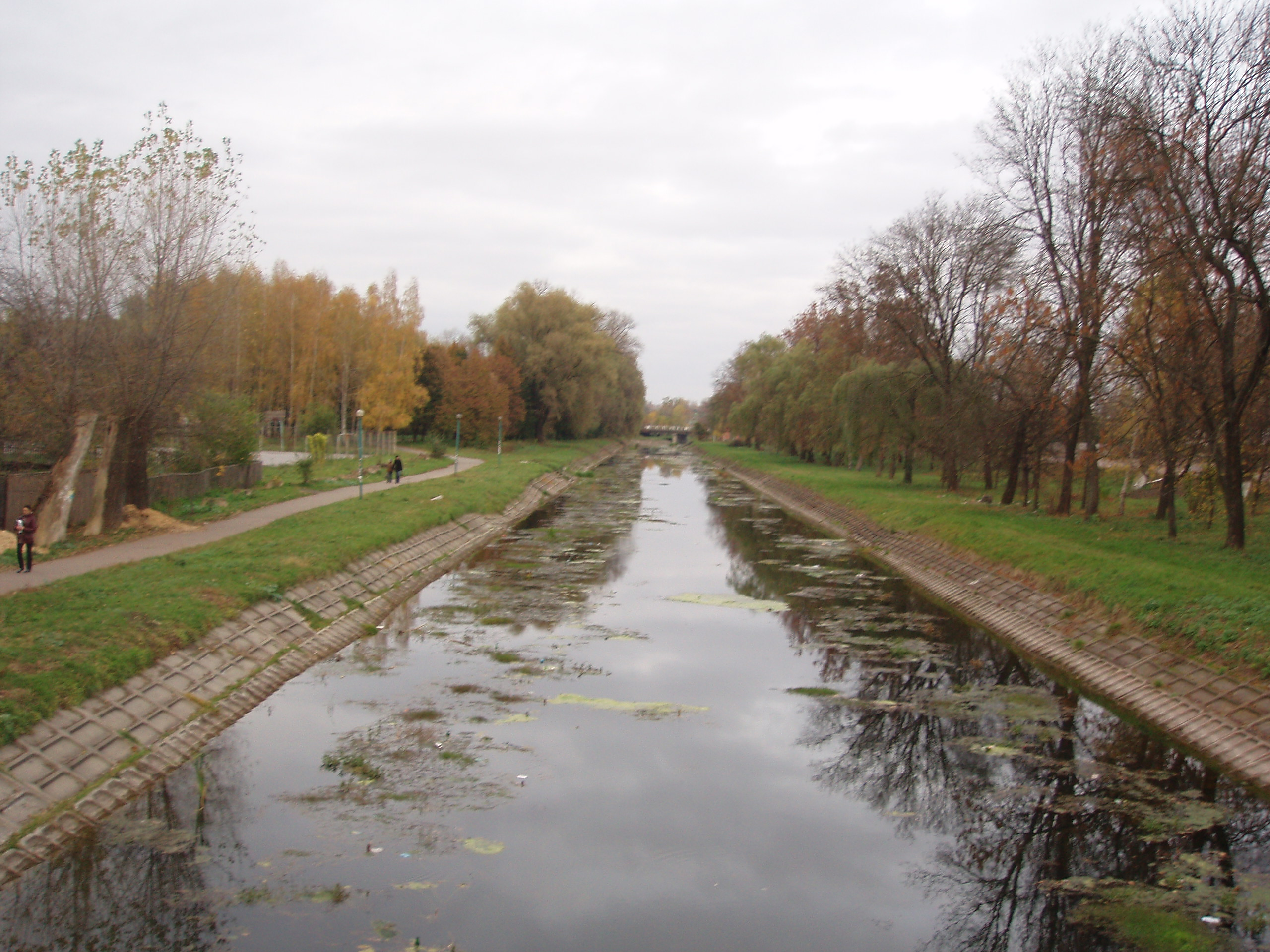
Річка Остер у Ніжині.

- Обитічна, впадає до Обитічної затоки Азовського моря
- Окінка, ліва притока Стиру
- Олава, ліва притока Сули
- Ольхівка
- Ольховець
- Ольшанка, ліва притока Псла
- Опір, права притока Стрия
- Оржиця, права притока Сули
- Оріль, ліва притока Дніпра
- Орілька, ліва притока Орелі
- Оріховатка, ліва притока Росі
- Орчик, права притока Орелі
- Осикова
- Оскіл, ліва притока Сіверського Дінця
- Осота
- Остер, ліва притока Десни
- Острівська (Михайлівка)

Нагору

## П

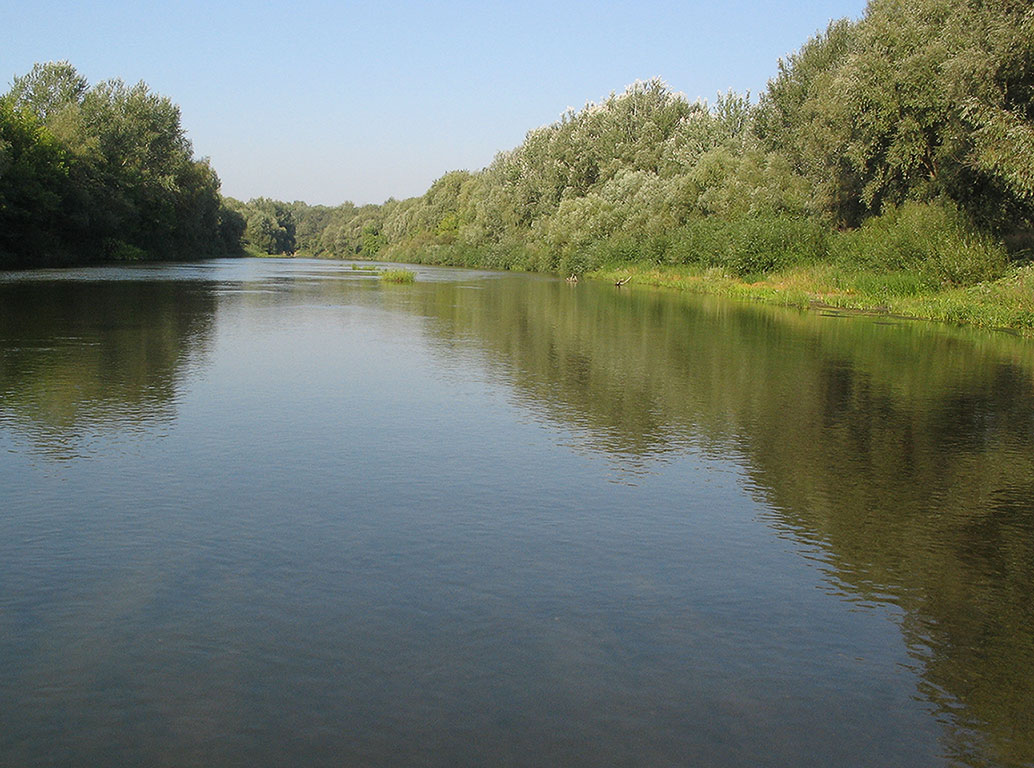
Псел біля села Говтва

- Павлівка
- Перга
- Перевід
- Перерісль
- Південний Буг, Бог
- Північнокримський канал
- Пістинька
- Піщанка (річка)
- Піщанка (притока Ланни)
- Плав
- Плетений Ташлик
- Плоска
- Плоска Осокорівка
- Пляшівка
- Пожня
- Полична
- Половиця - права притока Дніпра
- Полонка
- Полква — притока Горині
- Полтва — притока Західного Бугу
- Полузір'я
- Помийниця (Сокирниця)
- Пониква
- Понора — права притока Ікопоті
- Понорка — притока Припутинки
- Попівка
- Попівка
- Постіл
- Постолова
- Припутинки — права притока Горині
- Прип'ять
- Протока
- Прудник
- Прут
- Псел
- Пустоха
- Путила
- Путилівка

Нагору

## Р

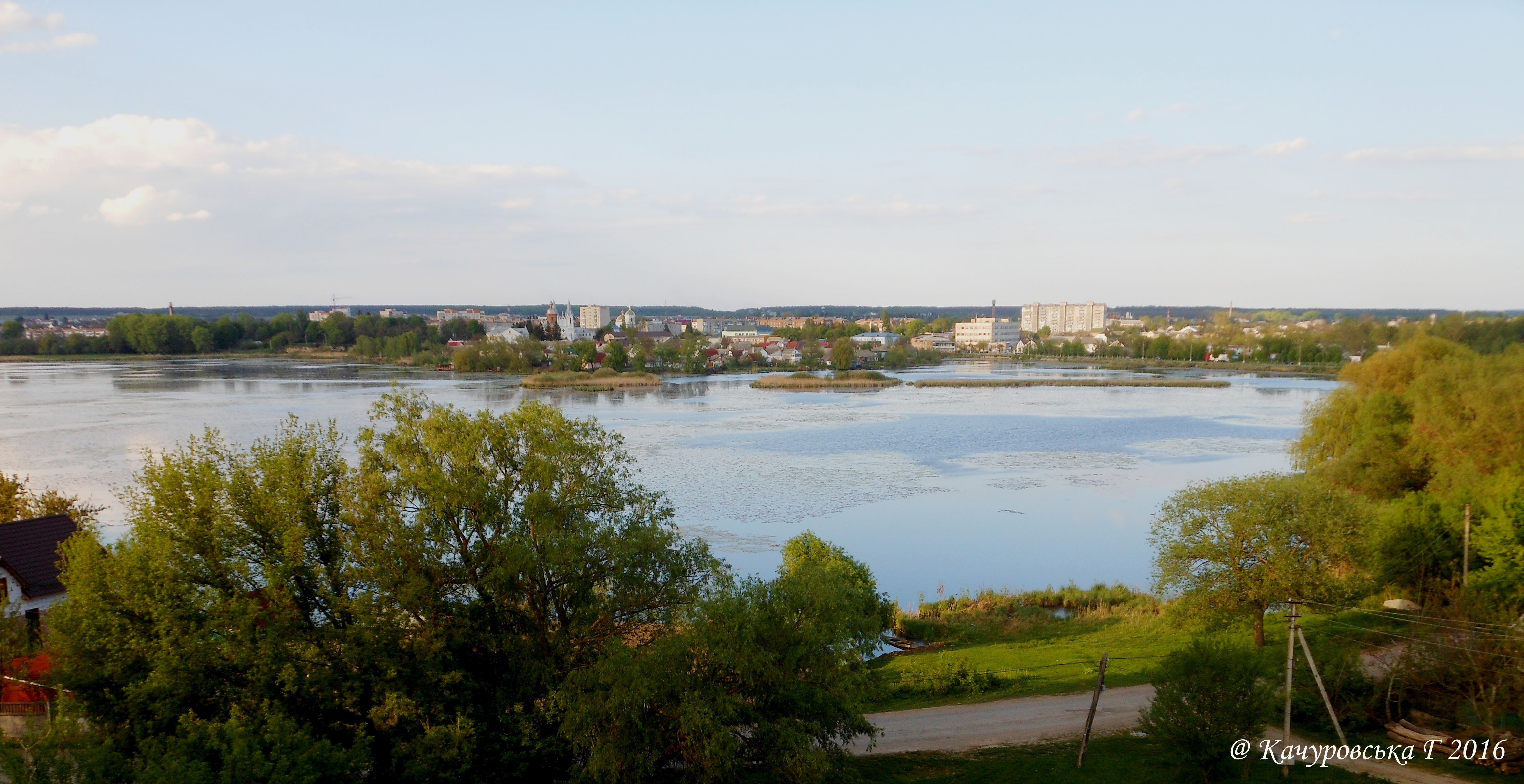
Рів в Барі Вінницької обл.

- Радоставка
- Рата
- Рача
- Ревна
- Ревуха
- Реть
- Рибниця
- Рингач
- Рипинка
- Рів (Ров)
- Різня
- Ріка
- Ровець
- Ровин
- Ровок
- Рогачик
- Рогачик
- Рогізка, ліва притока Саврані
- Рогозянка
- Роздільна
- Рокач
- Рокитна (притока Західного Бугу)
- Рокитна (притока Пруту)
- Романовець
- Ромен
- Росава
- Роставиця
- Рось
- Роська
- Руда
- Рудка (притока Вілії)
- Рудка (притока Жванчика)
- Рудка (притока Стиру)
- Рудка (притока Турії)
- Рудька (притока Псла)

- Рудька (притока Мурашки)

- Русава

Нагору

## С
- Саврань
- Саджавка
- Сака
- Саксагань
- Салва
- Салгир
- Самара
- Самець
- Самоткань
- Сапалаївка
- Сарата
- Сарису, ліва притока Біюк-Карасу
- Сарна
- Сасик
- Сасик (Кундук) — лиман
- Свига
- Свидовець
- Свинківка
- Свинолужка
- Свиня
- Свитенька
- Свіж
- Свір
- Свірж
- Свіча
- Севастянівка
- Сейм
- Сельниця
- Серегівка
- Середній Куяльник
- Середня Балаклійка
- Середня Котельва
- Середня Ріка

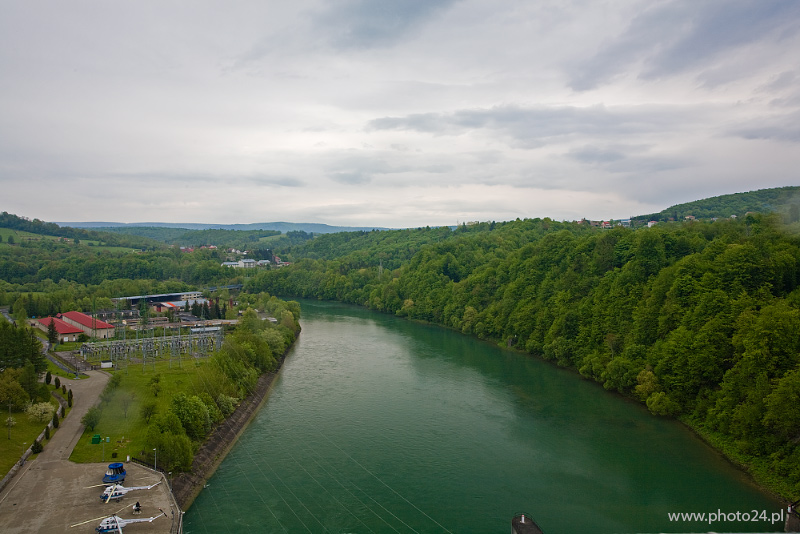
Сян нижче Солинського водоймища

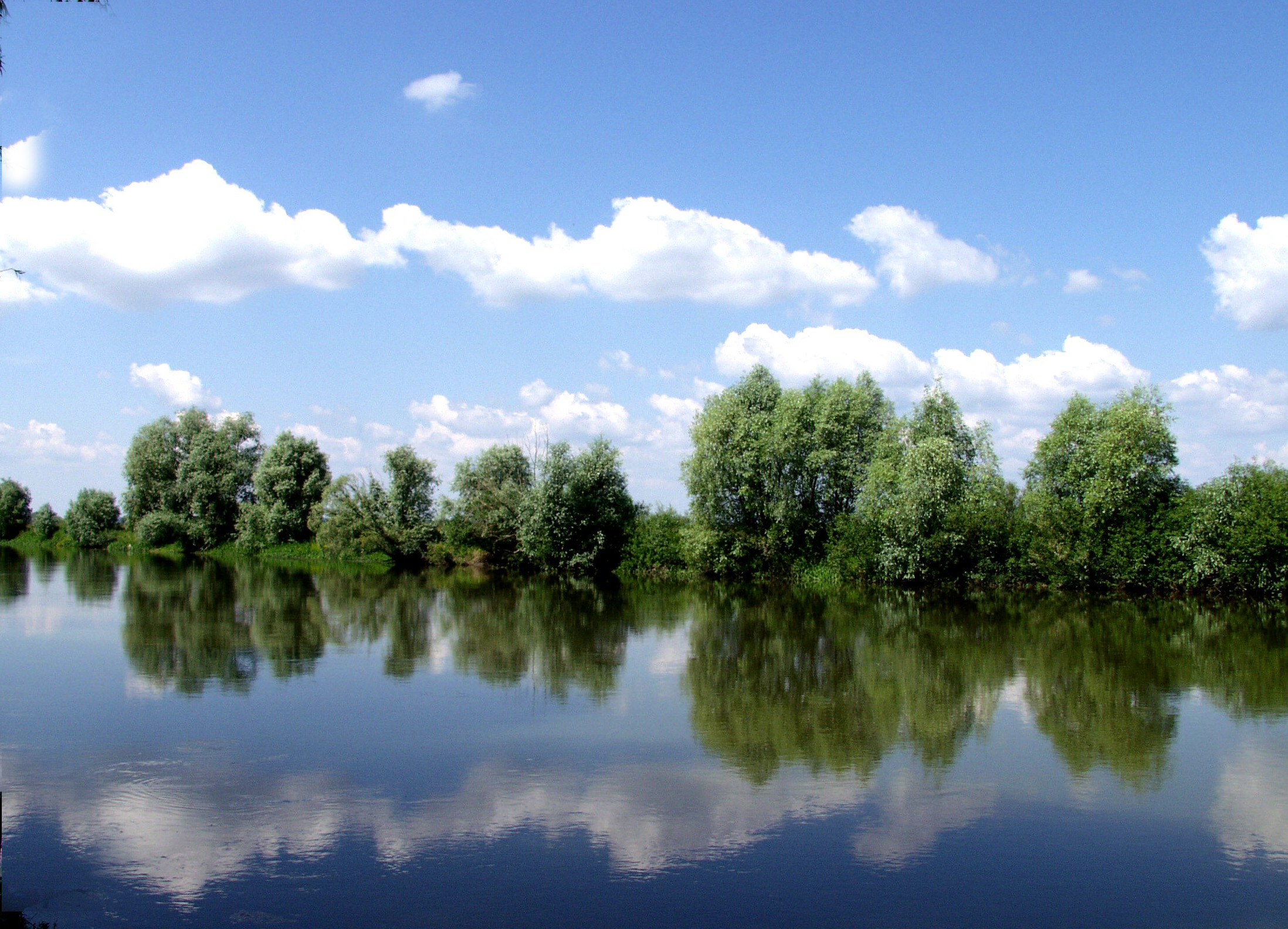
Стир у Вараша

Сейм поблизу села Вербівки

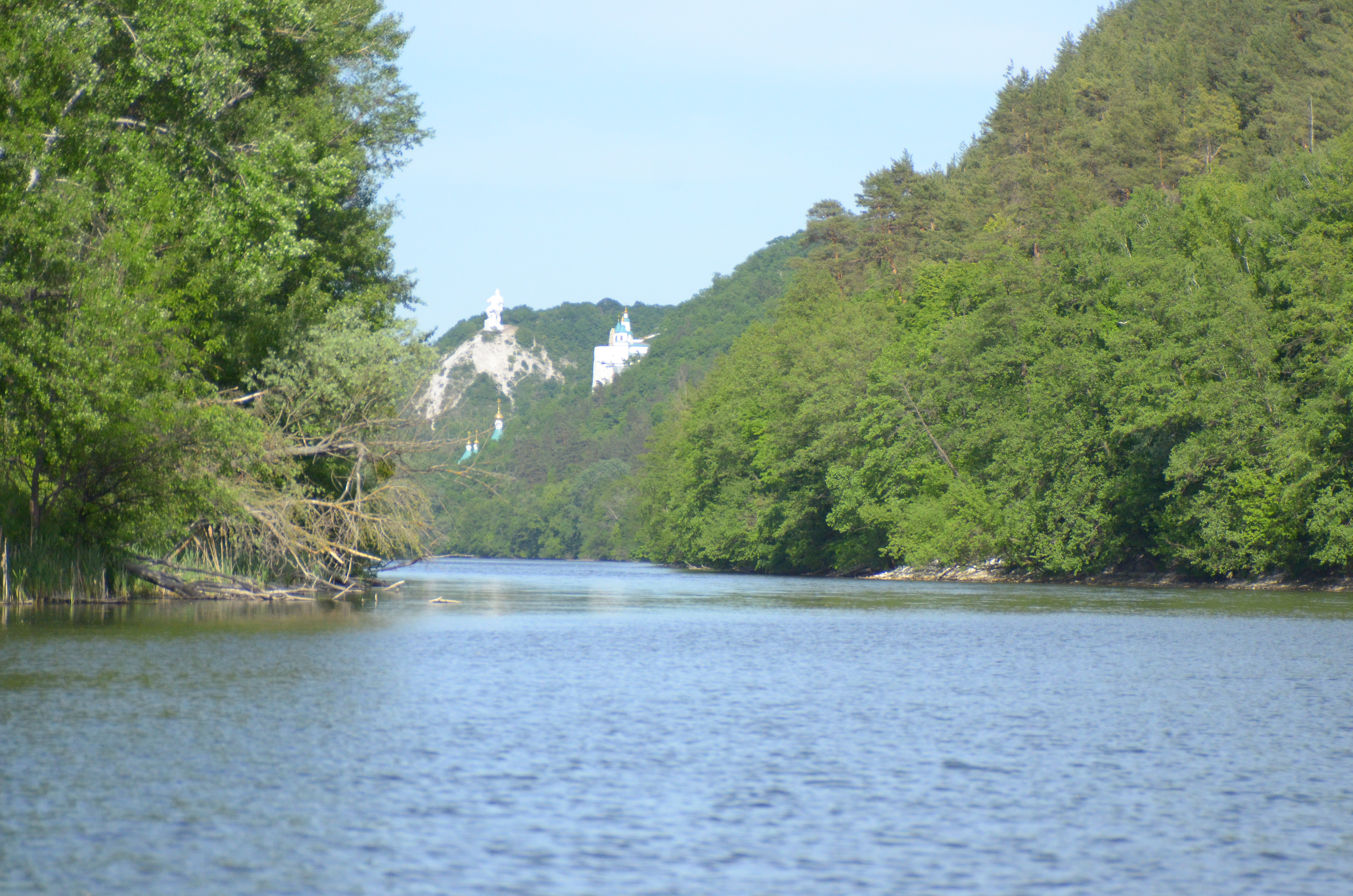
Річка Сіверський Донець

- Середня Ступка — ліва притока Бахмутки
- Середня Терса
- Серет — притока Дністра
- Серет — притока Дунаю
- Серетель
- Серня
- Синиця
- Синюха
- Сирень
- Сирець
- Сирий Ташлик (Мокрий Ташлик)
- Сироватка
- Ситенька
- Сіверський Донець
- Сіверський Донець — Донбас канал
- Сівка (Сивка)
- Сільниця
- Сільський Потік)
- Сістра
- Січня
- Сквиля
- Сквирка
- Скиноса
- Скородна
- Сліпорід
- Словечна
- Слонівка
- Слот
- Случ, права притока Горині
- Смілка (Смолка), ліва притока Случі
- Смож
- Смолянка — річка в Борзнянському та Ніжинському районах Чернігівської області
- Смолянка — річка в Чернігівському та Козелецькому районах Чернігівської області
- Смолянка — річка в Тернопільській області, притока Серету
- Смолянка — річка в Одеській області, притока Саврані
- Смолянка — дренажний канал в Чернігівській області
- Смолянка — назва річки Свіси у верхній її течії (Глухівський та Ямпільський райони Сумської області)
- Смотрич
- Смяч
- Снивода
- Снов
- Соб
- Собок
- Совиця — ліва притока Пруту
- Совиця — ліва притока Пруту
- Сокирниця (Помийниця)
- Солокія
- Солона — річка в Україні, ліва притока Базавлуку
- Солона — річка в Запорізькій області, права притока Верхньої Терси
- Солона — річка в Запорізькій області, ліва притока Верхньої Терси
- Солона — річка в Україні, права притока Вовчої
- Солона — річка в Миколаївській області, права притока Гнилого Яланця
- Солона — річка в Запорізькій області, права притока Янчулу
- Солоненька
- Солониця
- Сорока
- Сошенка, (Сошень) — ліва притока Горині
- Сріблянка — притока Айдару
- Сріблянка — ліва притока Тясмину
- Став
- Стави
- Стара
- Ствига
- Стенавка
- Стир
- Стохід
- Стривігор
- Стрий
- Стримба
- Стрипа
- Стрілка
- Стрілка
- Стубазка
- Стубла
- Стубла
- Стугна
- Студениця — річка на східному Поділлі, ліва притока Дністра
- Студениця — річка на Поліссі, права притока Ствиги
- Студянка
- Сугоклія, Сухоклія, права притока Інгулу
- Сугоклія, права притока Інгулу
- Судак
- Судилівка
- Судость
- Су-Індол
- Сукіль
- Сула
- Сулиця
- Сумка
- Супій
- Супій
- Суха
- Суха
- Суха — ліва притока Бахмутки
- Суха Волноваха
- Суха Грунь
- Суха Оржиця
- Суха Плітка — права притока Бахмутки
- Суха Сура
- Сухачівка притока Сухої Мури.
- Сухий Бичок, права притока Бика
- Сухий Ізюмець — ліва притока Мокрого Ізюмця
- Сухий Омельник
- Сухий Кагамлик - ліва притока Дніпра
- Сухий Тагамлик — ліва притока Тагамлика
- Сухий Ташлик, права притока Мокрого Ташлика
- Сухий Ташлик, ліва притока Синюхи
- Сухий Торець, ліва притока Казенного Торцю
- Сухий Яланчик, (Сухий Єланчик) — права притока Мокрого Яланчика
- Сухі Яли, права притока Вовчої
- Східна Золота Липа
- Сучава, права притока Серету
- Сян, права притока Вісли

Нагору

## Т
- Тагамлик, ліва притока Ворскли
- Тайна, ліва притока Гнилої
- Таль, права притока Тетерева

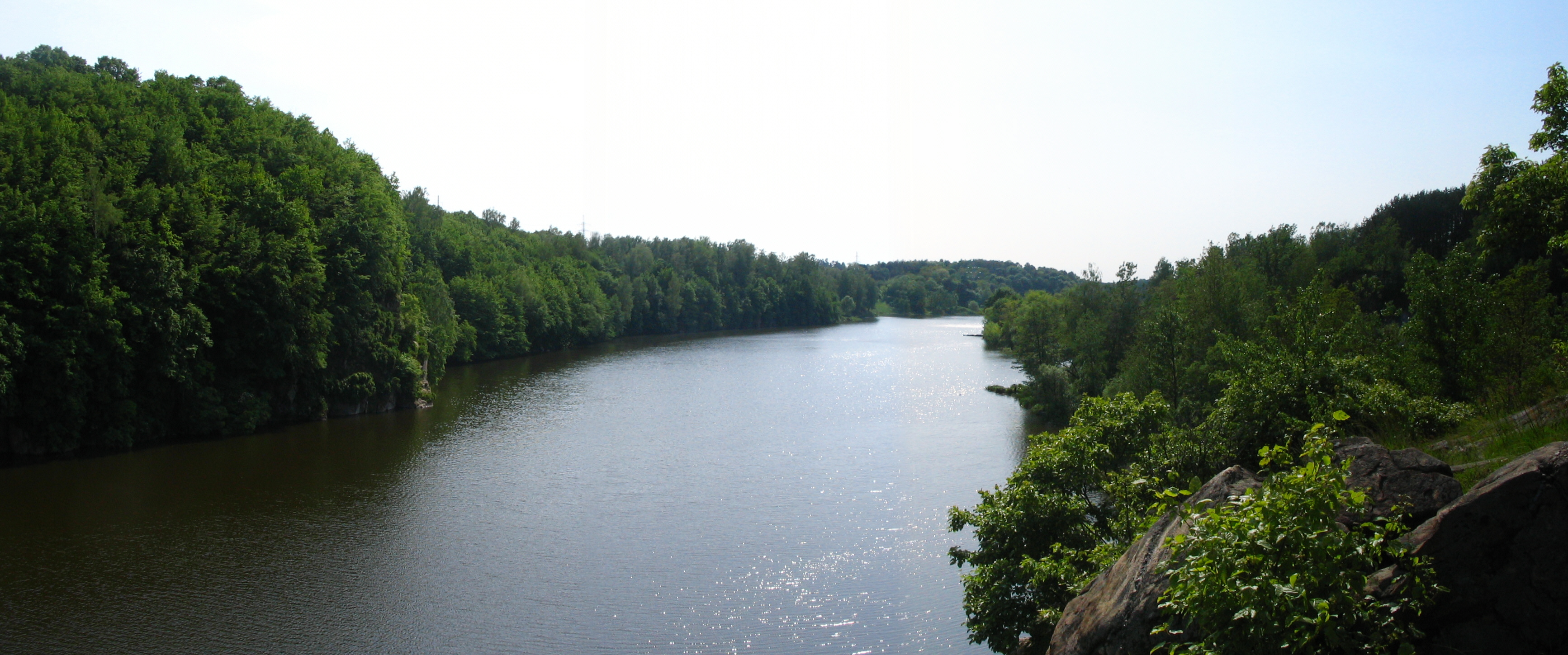
Річка Тетерів у Житомирі

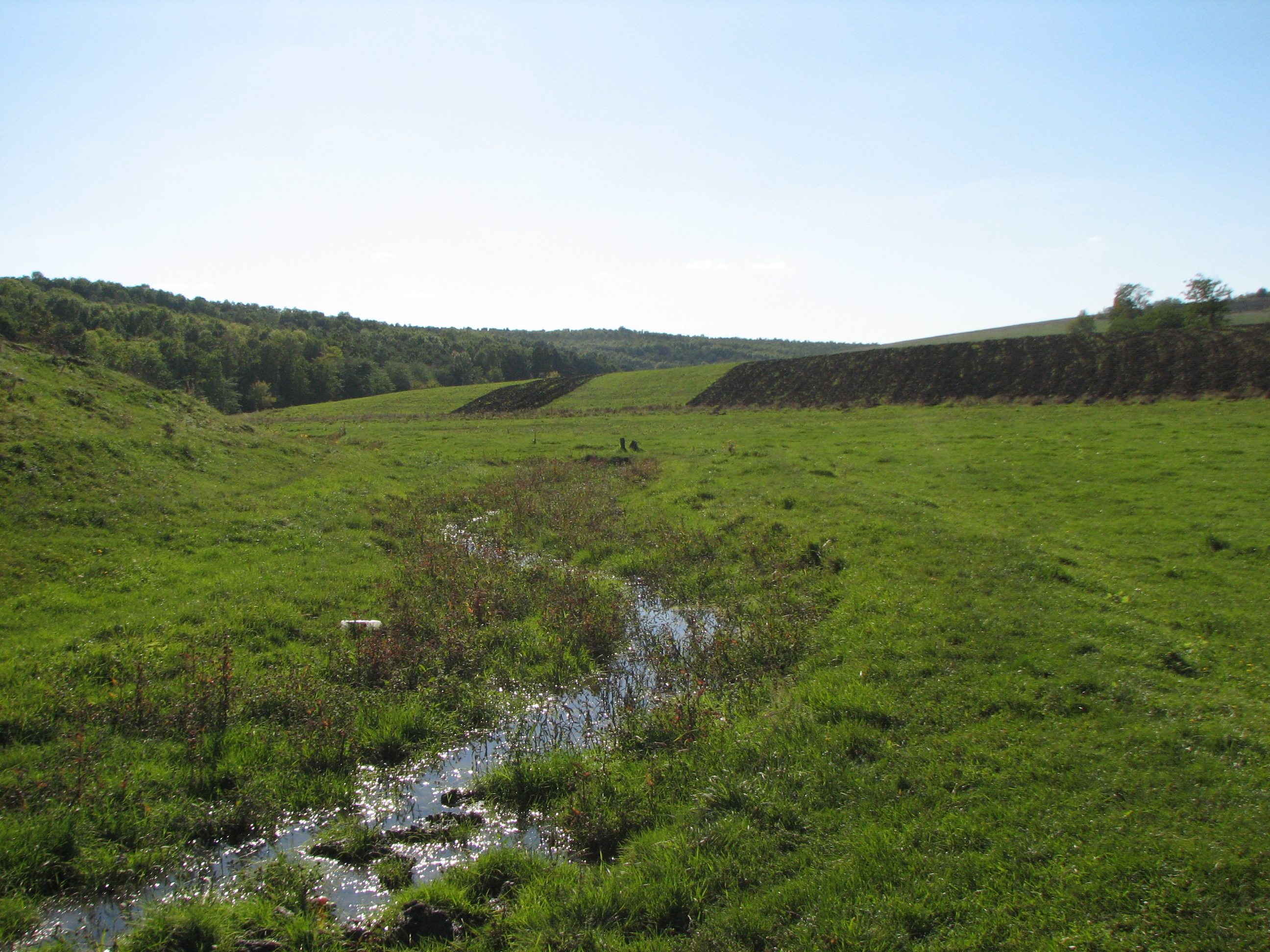
Витоки Тилігулу

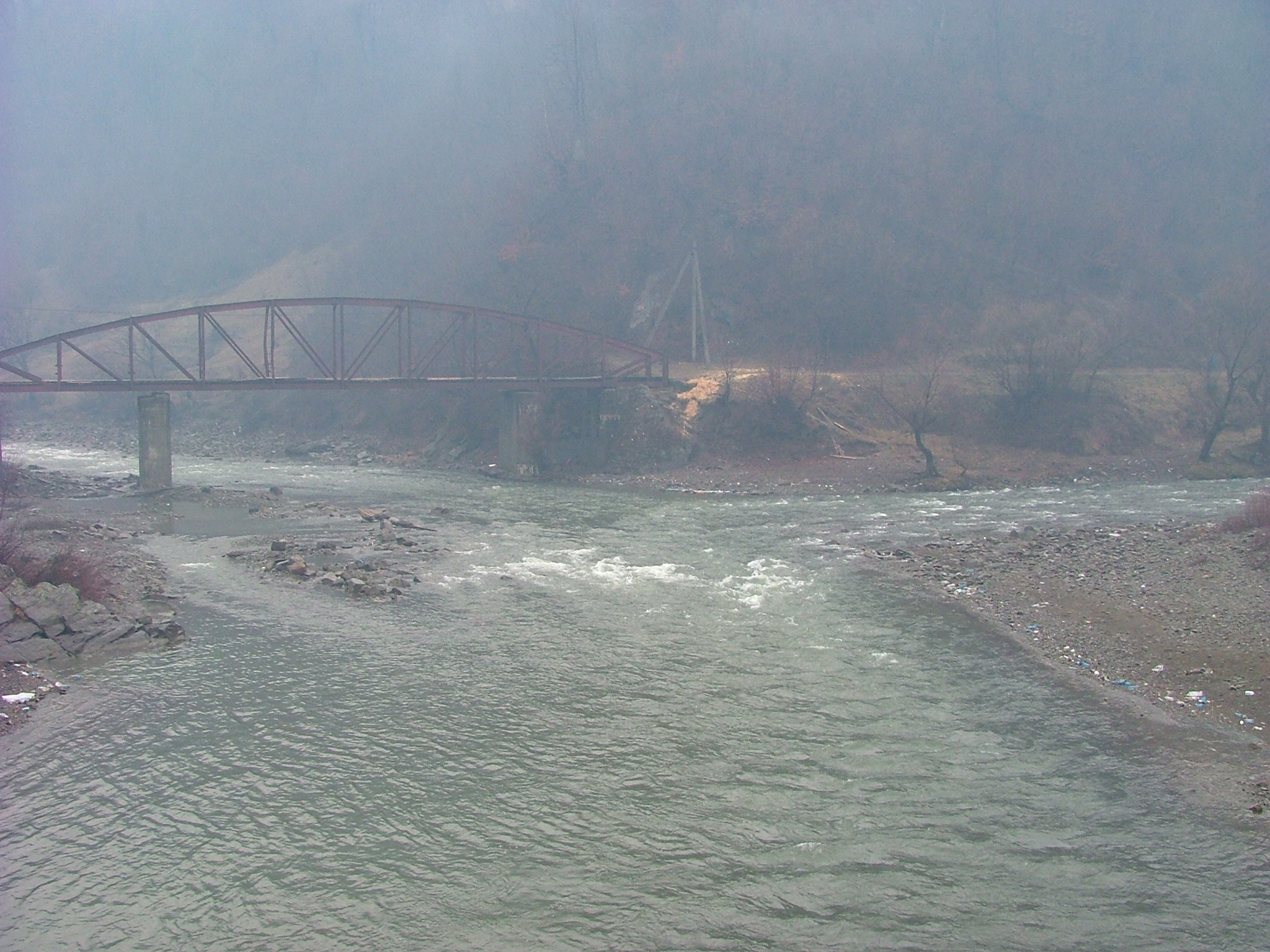
Початок Тиси від злиття Чорної (ліворуч) та Білої Тиси (праворуч)

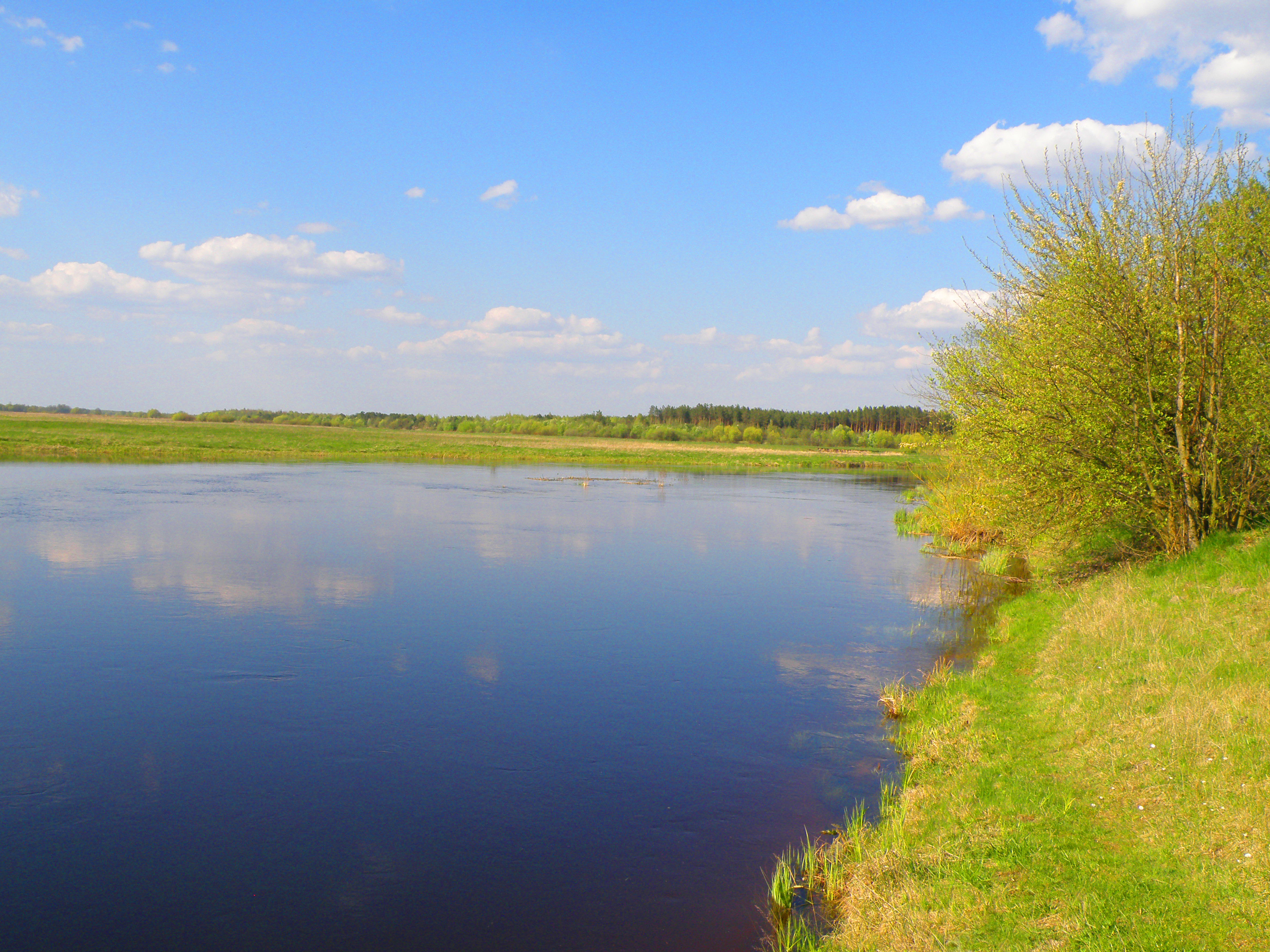
Річка Турія поблизу села Личини, Камінь-Каширського району, Волинської області

- Тальнянка, права притока Гірського Тікичу
- Тана-Су (Танасу, Тонас), права притока Біюк-Карасу
- Таракташ, Судак впадає до Чорного моря
- Тарган, ліва притока Росі
- Тартацька, права притока Ікви
- Ташбунар, впадає до озера Катлабух
- Ташлик, права притока Чорного Ташлику
- Ташлична
- Тащенак, впадає до Молочного лиману Азовського моря
- Тенька, права притока Тні
- Теребля, права притока Тиси
- Теребовля
- Тересва, права притока Тиси
- Терешівка
- Терешілка, Терешул, права притока Тересви
- Терн, права притока Сули
- Тернава, ліва притока Дністра
- Тернівка, притока Синюхи
- Тетерів, права притока Дніпра
- Тетерівка, права притока Тетерева
- Тетива, права притока річки Снов
- Тилігул, впадає до Тилігульського лиману
- Тиса, ліва найбільша притока Дунаю
- Тисмениця, права притока Бистриці Тисменицької
- Тиха Руда
- Тікич, разом з річкою Велика Вись утворює Синюху
- Тлумач, права притока Дністра
- Тня, права притока Случі
- Токмак, ліва притока Молочної
- Токмачка, ліва притока Кінської
- Токмаківка, права притока Дніпра
- Томашпілька, ліва притока Русави
- Торц, права притока Росі
- Торч, ліва притока Гірський Тікич
- Тритузна, ліва притока річки Мокра Сура
- Тростянець, права притока Коритної
- Тростянець, права притока Південного Бугу
- Тростянець, права притока Ягорлика
- Тростяниця, ліва притока Ірші

- Трубіж, ліва притока Дніпра
- Трудниця, ліва притока Тисмениці
- Тупа, права притока річки Серет
- Турія, права притока Прип'яті
- Турка, ліва притока Прута
- Турський канал
- Тур'я, ліва притока Ужа
- Тусталь
- Тясмин, права притока Дніпра
- Тячевець, права притока Тиси

Нагору

## У
- Убідь, права притока Десни
- Уборть, права притока Прип'яті
- Уг, ліва притока Ужа

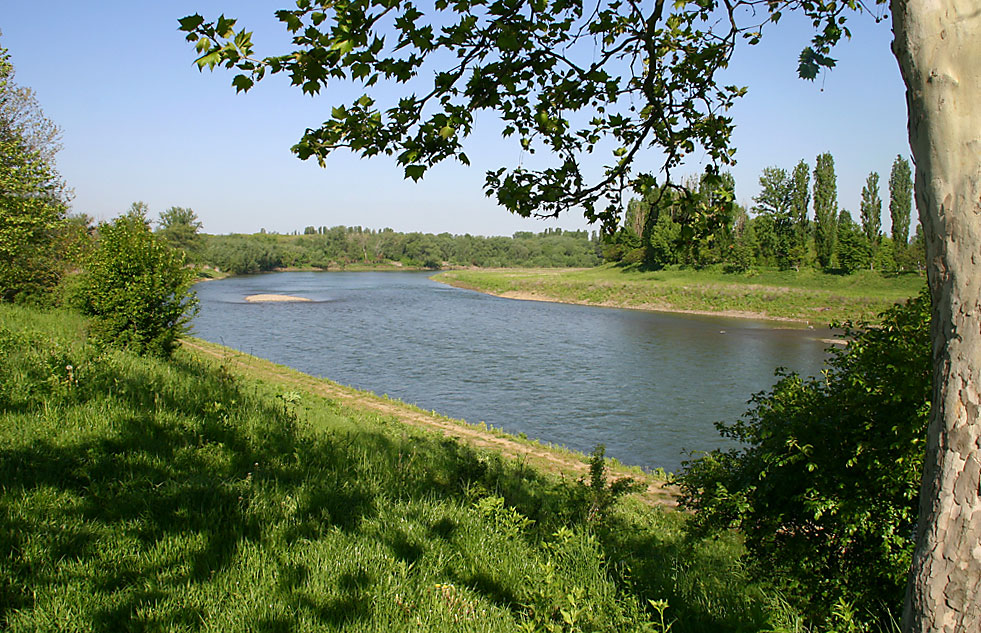
Уж біля Ужгорода

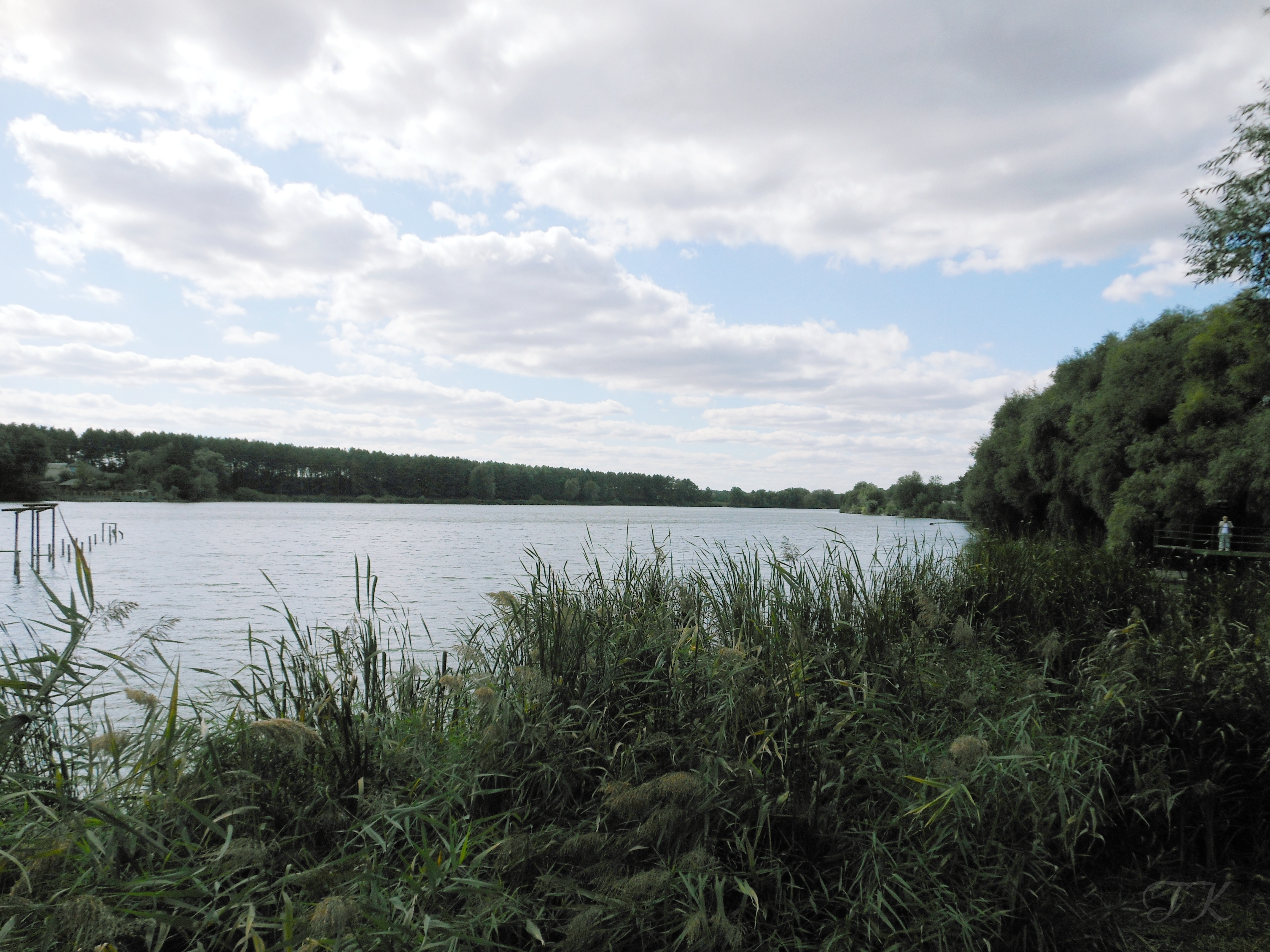
Устя в Немирові Вінницької обл.

- Уда, права притока Сіверського Дінця
- Удай, права притока Сули
- Удич, ліва притока Південног Бугу
- Уж, ліва притока Лаборцю
- Уж, права притока Прип'яті
- Уличка, права притока Знобівки
- Уманка, ліва притока Ятрані
- Унава, права притока Ірпеня
- Уразова, ліва притока річки Оскіл
- Устя, права притока Вілії
- Устя, ліва притока Горині
- Устя, ліва притока Південного Бугу
- Ушиця, ліва притока Дністра

Нагору

## Х

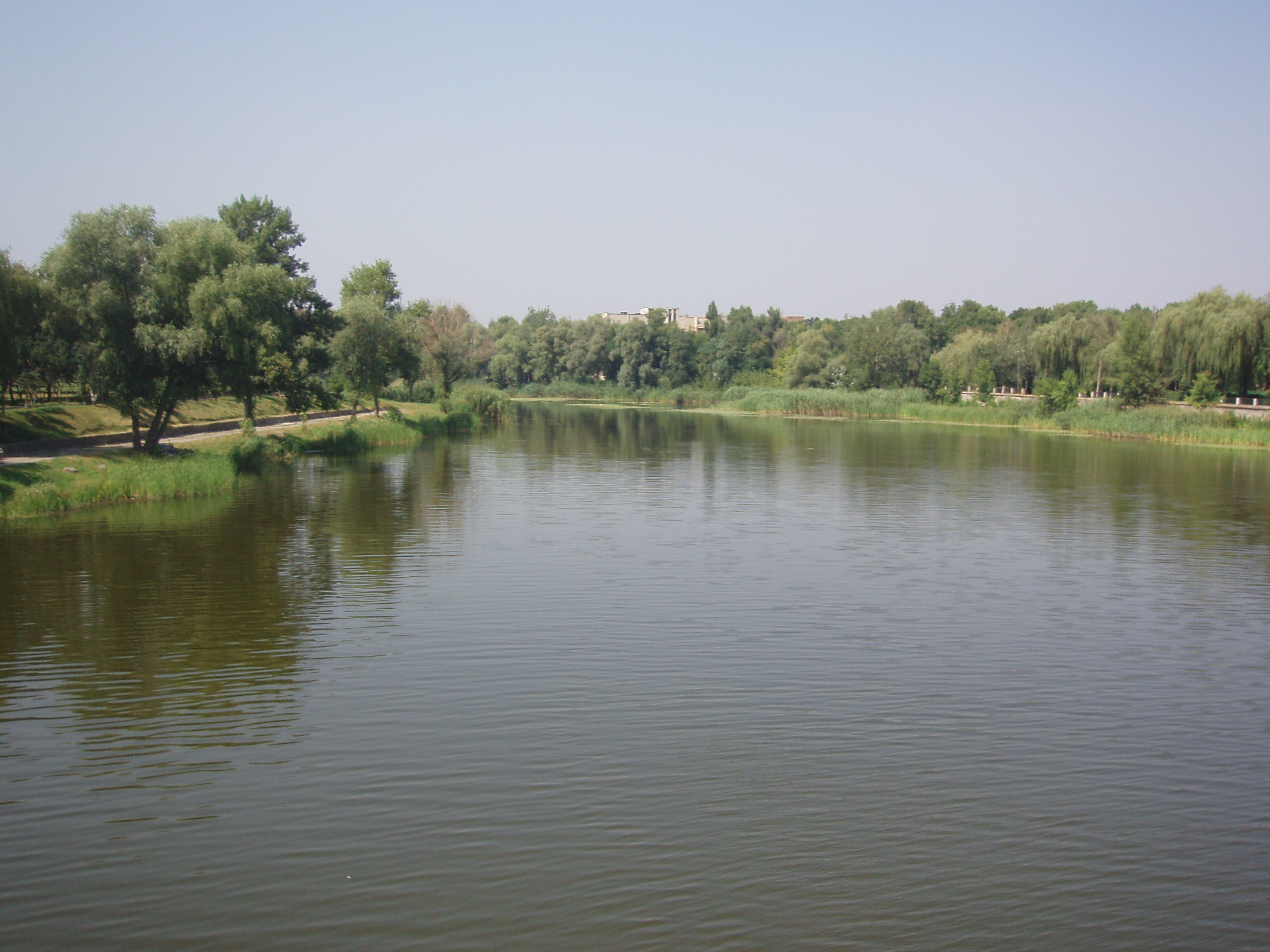
Річка Хорол у Миргороді

- Хаджидер, впадає до озера-лиману Хаджидер
- Харків, ліва притока Лопані
- Харцизька
- Хмелівка, права притока Сули
- Хомора, ліва притока Случі
- Хоробра
- Хорол, права притока Псла
- Хотімля, ліва притока Сіверського Дінця
- Хочева, ліва притока Тетерева
- Хустець

Нагору

## Ц
- Царега, річка, що впадає до Тилігульського лиману Чорного моря.
- Цвітоха, права притока Горині
- Ценіївка, Ценівка, ліва притока Золотої Липи
- Церем, ліва притока Случі
- Цибульник, права притока Дніпра
- Циганка, Циганська, ліва притока Нічлави
- Цир, права притока Прип'яті
- Цілющий лиман

Нагору

## Ч
- Чага, ліва притока Когильнику
- Чаква, права притока Горині
- Чаплина, ліва притока Самари
- Чаша, права притока Сейму
- Чепалівка, права притока р. Случ
- Череваха, права притока Стоходу
- Черемош, права притока Прута
- Черкаська, права притока Серета
- Черлена, ліва притока Прута
- Черня
- Чечва
- Чилігідер, ліва притока Когильнику
- Чингул, права притока Молочної
- Чичиклія, права притока Південного Бугу
- Чорна, річка, впадає до Севастопольської бухти Чорного моря
- Чорна Вода, права притока Тиси
- Чорна Тиса, права притока Тиси
- Чорний Ташлик, ліва притока Синюхи
- Чорний Черемош, ліва притока Черемоша
- Чорногузка, права притока Стиру
- Чорнява, ліва притока Прута
- Чортала, права притока Південного Бугу
- Чортомлик, права притока Дніпра
- Чумгак, права притока Оржиці
- Чутівка, ліва притока Коломаку

Нагору

## Ш
- Шайтанка, права притока річки Мокра Яла
- Широка Кільченька ліва притока Орелі
- Шишацька Говтва
- Шкло права притока Сяну
- Шлямарка права притока Візни
- Шостка ліва притока Десни
- Шпиківка права притока Південного Бугу
- Шполка ліва притока Гнилого Тікичу
- Шубранець, ліва притока Прута

Нагору

## Щ
- Щирець ліва притока Дністра

## Ю
- Юшанли ліва притока Молочної

## Я
- Ягорлик — права притока Дністра
- Язвинка — ліва притока Случі
- Яланець — ліва притока Саврані
- Яланка — права притока Марківки
- Ялпуг — впадає в озеро Ялпуг
- Яма — права притока Бахмутки
- Ямпільчик — ліва притока річки Жванчик
- Янчокрак ліва притока Дніпра
- Янчур — права притока Гайчура
- Яричівка
- Ятрань — права притока Синюхи

Нагору